# Straßenbahn Valenciennes
Die Straßenbahn Valenciennes (frz. Tramway de Valenciennes) ist das Straßenbahnsystem der französischen Stadt Valenciennes, dem einstigen Hauptort der nordfranzösischen Stahlregion. Sie gehört dem Aufgabenträger Syndicat intercommunal de mobilité et d’organisation urbaine du Valenciennois (SIMOUV), der das Nahverkehrsnetz Transvilles betreibt. Am 1. Januar 2023 übernahm die Keolis mit ihrer Tochtergesellschaft Keolis Hainaut Valenciennois den Betrieb.
Am 3. Juli 2006 wurde die erste Strecke mit einer Länge von 18,3 Kilometern eröffnet. Sie verbindet die Endpunkte Université auf dem Gebiet der Gemeinde Famars und Espace Villars in Denain, der zweitgrößten Stadt des Ballungsraums, dabei durchquert sie die Innenstadt von Valenciennes. Die zweite Strecke von Valenciennes über Condé-sur-l’Escaut zur Endhaltestelle Le Boulon in Vieux-Condé wurde am 13. Dezember 2013 feierlich eröffnet, der Fahrgastbetrieb wurde dort aber erst am 24. Februar 2014 aufgenommen. Eine dritte Strecke von Valenciennes nach Crespin befindet sich in der Diskussion. Dieses Netz ist der Nachfolger der ersten Straßenbahn, die von 1881 bis 1966 existierte.

## Das ehemalige Netz (1881–1966)

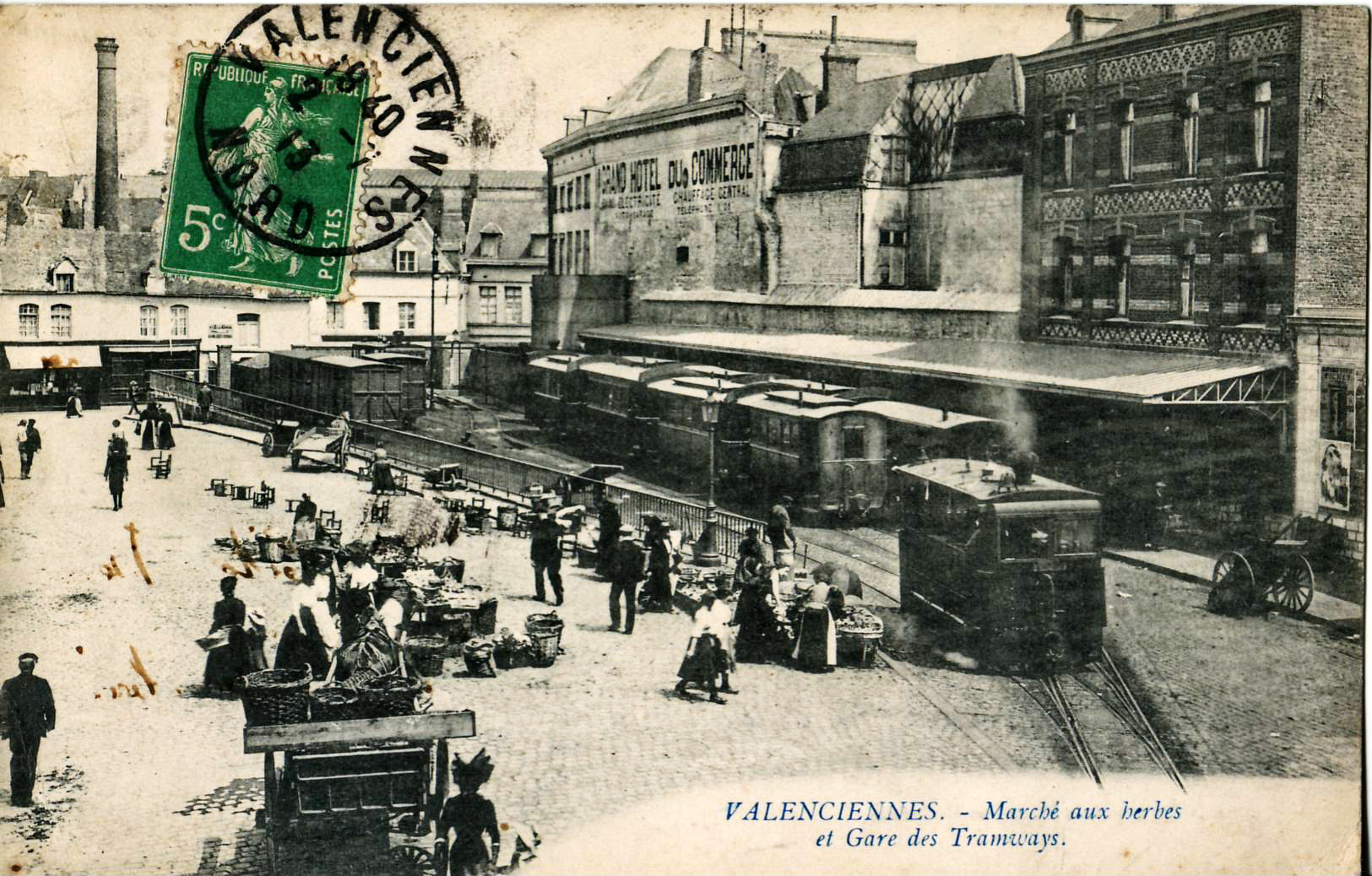
Straßenbahnlokomotive mit Personen- und Güterwagen, um 1910

Die in den 1880er Jahren rund 30 000 Einwohner zählende Stadt Valenciennes und ihr Umland wurden durch ein meterspuriges Netz von Straßen- und Überlandstraßenbahnen erschlossen, deren erste Strecke über Anzin nach Raismes am 1. Januar 1881 eröffnet wurde. Betreiber war die im Jahr zuvor gegründete Gesellschaft belgischen Rechts Société des Tramways de Valenciennes à Anzin et extensions mit Sitz in Brüssel. Am 3. Februar 1882 kam die Überlandstrecke nach Condé-sur-l’Escaut hinzu, 1883 betrug die Gesamtstreckenlänge 22,5 Kilometer.

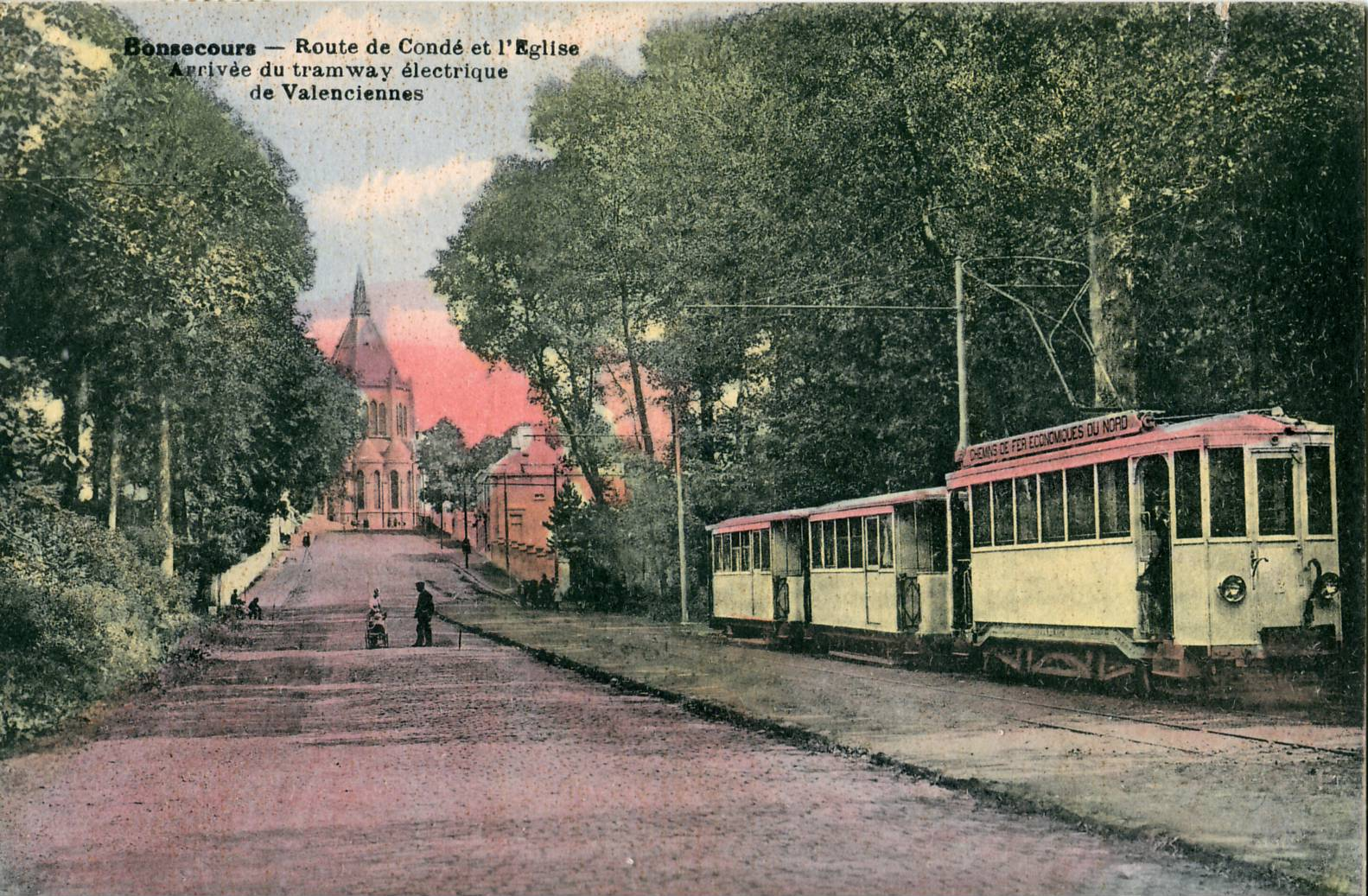
Zug in der Endhaltestelle Bonsecours, elektrischer Triebwagen mit Lyrabügel und zwei Beiwagen, ca. 1932

Zur Vermeidung von Problemen wurde die von Édouard Louis Joseph Empain geführte Gesellschaft 1885 in eine Aktiengesellschaft französischen Rechts umgewandelt, die fortan die Bezeichnung (Société anonyme des Chemins de fer économiques du Nord (CEN)) trug. 1888 beförderten die CEN 1.522.480 Personen, 1894 erreichte das noch mit Dampflokomotiven betriebene Netz mit 58,5 Kilometern Länge seine vorerst größte Ausdehnung. Im Jahr 1914 wurden die ersten elektrischen Triebwagen eingesetzt, sie verkehrten unter einer Fahrleitung mit einer Gleichspannung von 600 Volt. Jährlich wurden damals drei Millionen Fahrgäste gezählt.

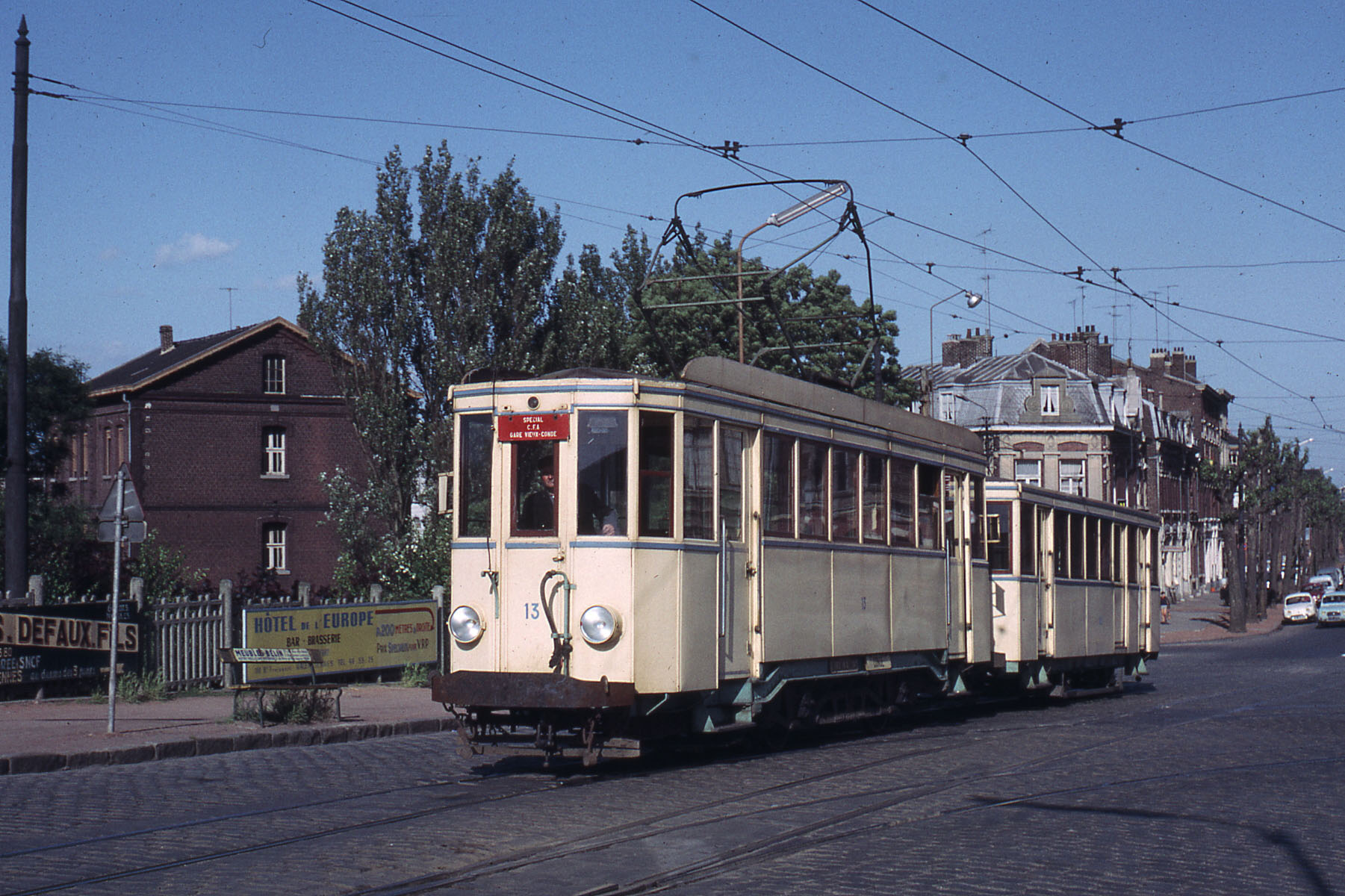
Elektrischer Triebwagen mit Scherenstromabnehmer und Beiwagen, 1965

Nach dem Ersten Weltkrieg wurde das stark zerstörte Netz (Kraftwerk, Kunstbauten) bis 1923 wieder hergerichtet. 1923 wurde die Bahn, mit Ausnahme des Abschnitts Denain–Lourches, für den die Gemeinde Lourches Genehmigungsbehörde wurde, durch die Stadt Valenciennes konzessioniert. 1931 waren 65 Kilometer Strecke in Betrieb, nahezu 16 Millionen Menschen wurden befördert. Im März 1932 eröffnete die Firma Finand einen ersten Omnibusverkehr mit vier Linien, worauf die CEN ebenfalls zwei Buslinien einrichteten. Der Zweite Weltkrieg führte aufgrund der Mobilisierung eines großen Teils des Personals zu einer Reduzierung des Angebots, die bis zum Kriegsende andauerte. In der zweiten Hälfte der 1940er Jahre waren im bereits 230 000 Einwohner zählenden Großraum Valenciennes über 23 Millionen Fahrgäste jährlich in den Straßenbahnzügen der CEN unterwegs.
Nach den Zerstörungen der zwei Weltkriege und infolge der Konkurrenz durch den Automobilverkehr wurde die Straßenbahn im Oktober 1966 endgültig stillgelegt. Der historische Beiwagen Nr. 143 ist erhalten und wird heute von der Schmalspureisenbahn Chemin de Fer à Vapeur de la Scarpe in Saint-Amand-les-Eaux im Passagierbetrieb eingesetzt. Die Stadt war ab 1902 bis zur Stilllegung an das Netz angeschlossen.

## Die Rückkehr der Straßenbahn
Das Angebot im ÖPNV der Region Valenciennes war merklich geringer als jenes anderer Ballungsräume, die eine vergleichbare zu bedienende Fläche aufwiesen. Da die Grenzen des Busverkehrs deutlich wurden, untersuchte man in den 1990er Jahren neue Verkehrstechniken. 1992 nahm das Syndicat intercommunal des transports urbains de la région de Valenciennes (SITURV) eine durch das Institut national de recherche sur les transports et leur sécurité (INRETS) durchgeführte Studie zur Kenntnis, die auf die Risiken eines Verkehrsinfarkts der Region bis zum Jahr 2010 aufmerksam machte, sofern nicht gegengesteuert würde. Nach der Idee, eine vollautomatische U-Bahn des Systems Véhicule automatique léger (VAL) zu bauen, zog man die Einrichtung von separaten Busspuren in Betracht.
Auf erste Studien im Jahr 1994 bezüglich des Baus einer Straßenbahn, die zwischen 1995 und 1996 Gegenstand eines Bürgerdialogs waren, folgten im Jahr 1997 weitere. Im Februar 1998 wurde dieses Projekt staatlicherseits geprüft. Die für den ÖPNV zuständige Behörde SITURV, gebildet von den Gemeindeverbänden Communauté d’agglomération Valenciennes Métropole und Communauté d’agglomération de la Porte du Hainaut, beschloss im März 1998 den Bau einer ersten Straßenbahnlinie.
Neben der üblichen Zielsetzung einer Straßenbahn, der Angebotsverbesserung im ÖPNV und der Veränderung des Modal Split, sollte jene auch dazu beitragen, das Image der Region Valenciennes, die in der Vergangenheit durch das Verschwinden der Schwerindustrie geprägt war, zu verändern. Deren städtischer Zusammenhalt sollte durch den verbesserten Anschluss von Arbeitervierteln – insbesondere von La Briquette und Dutemple – an den öffentlichen Verkehr gefördert werden. Zudem galt es, die Umnutzung der einstigen Industriebrache Croix d’Anzin zu begünstigen.

## Die erste Strecke
In Anbetracht der finanziellen Zwänge des SITURV wurde der Bau der ersten Strecke in zwei Phasen verwirklicht:
- 16. Juni 2006 (Einweihung) bzw. 3. Juli 2006 (Eröffnung): Université–(Innenstadt Valenciennes)–Dutemple, 9,5 km lang und 19 Haltestellen umfassend
- 31. August 2007 (Einweihung) bzw. 3. September 2007 (Eröffnung): Dutemple–Espace Villars, 8,5 km lang, mit neun Haltestellen[9]

Der erste Abschnitt der neuen Strecke wurde auf den Tag genau 40 Jahre nach der Einstellung der alten Straßenbahn für den Fahrgastbetrieb eröffnet. Er gehört zur heutigen Linie T1, die zunächst als Linie 1 und zwischen 2010 und 2014 als Linie A bezeichnet wurde. Mit einer Länge von 18 Kilometern bedient diese Linie acht Gemeinden des Großraums: Valenciennes, Famars, Aulnoy-lez-Valenciennes, Marly, Anzin, La Sentinelle, Hérin und Denain. Mehrere Haltestellen wurden zu Verknüpfungspunkten mit anderen öffentlichen Verkehrsmitteln, da das Omnibusnetz umstrukturiert und dabei auf die Straßenbahn ausgerichtet wurde. Einige Haltestellen verfügen über Park-and-Ride-Plätze, um den Autofahrern den Umstieg auf die Straßenbahn zu erleichtern.

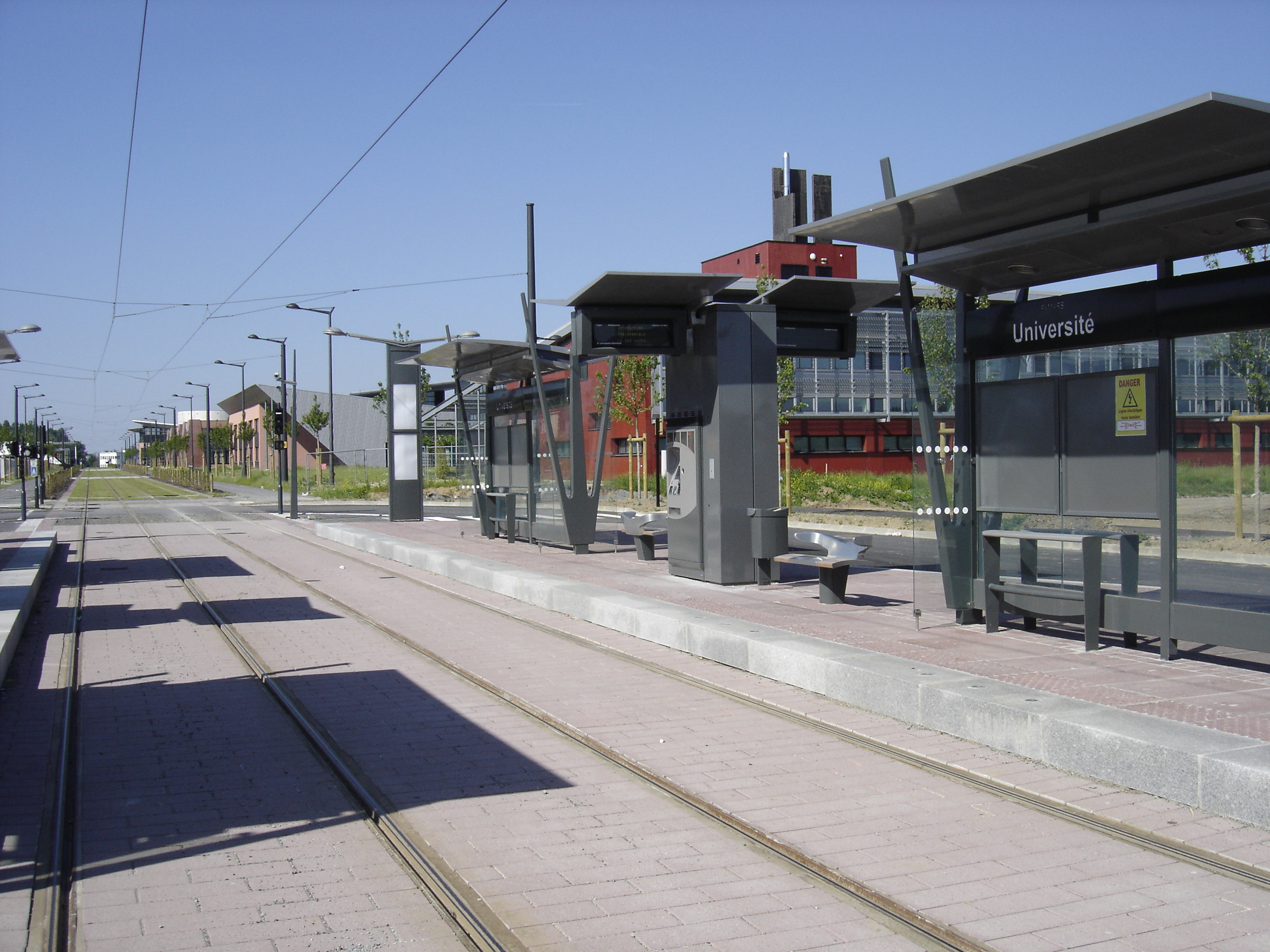
Haltestelle Universität
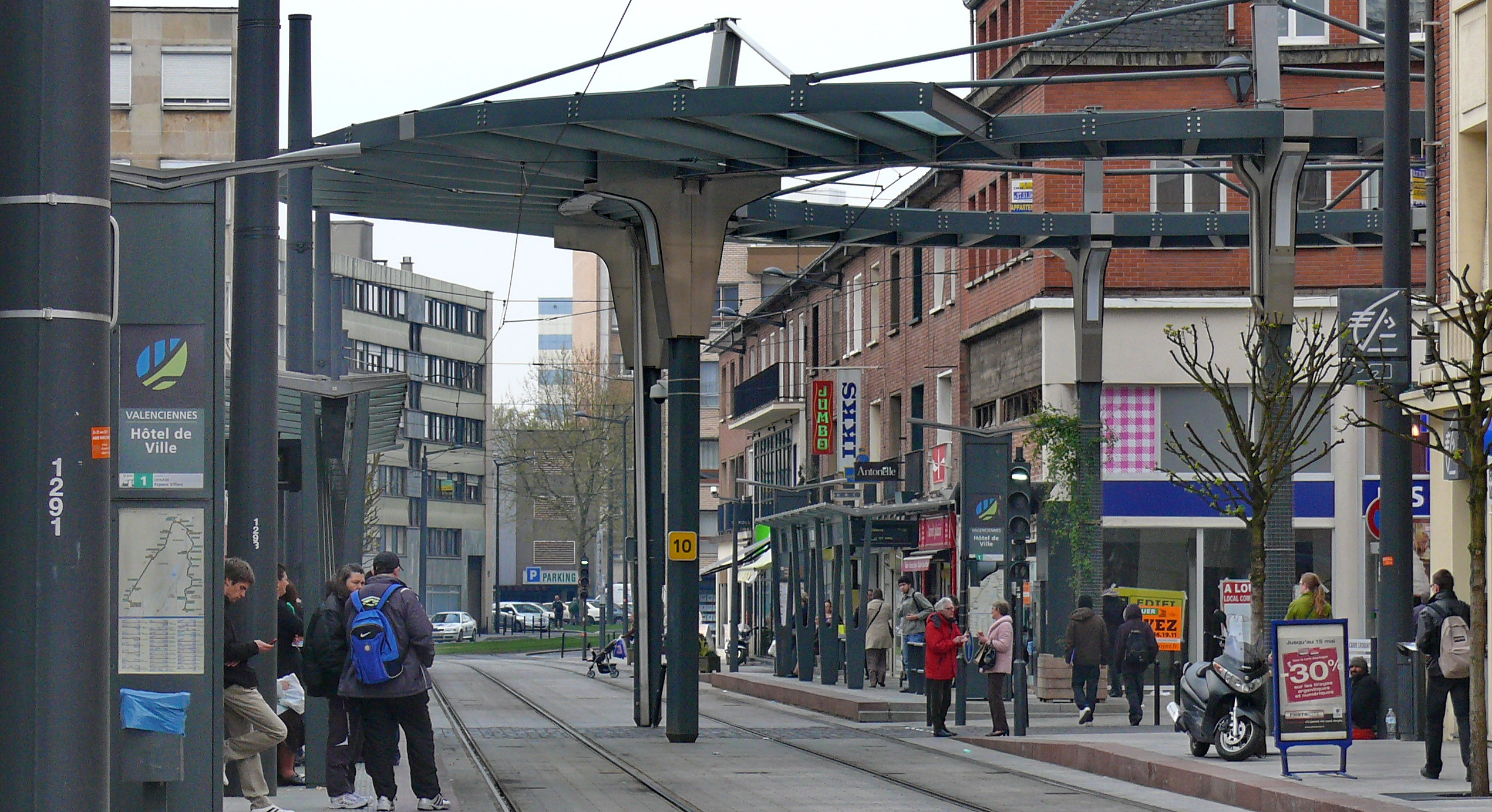
Haltestelle Rathaus und ihr „Hut“
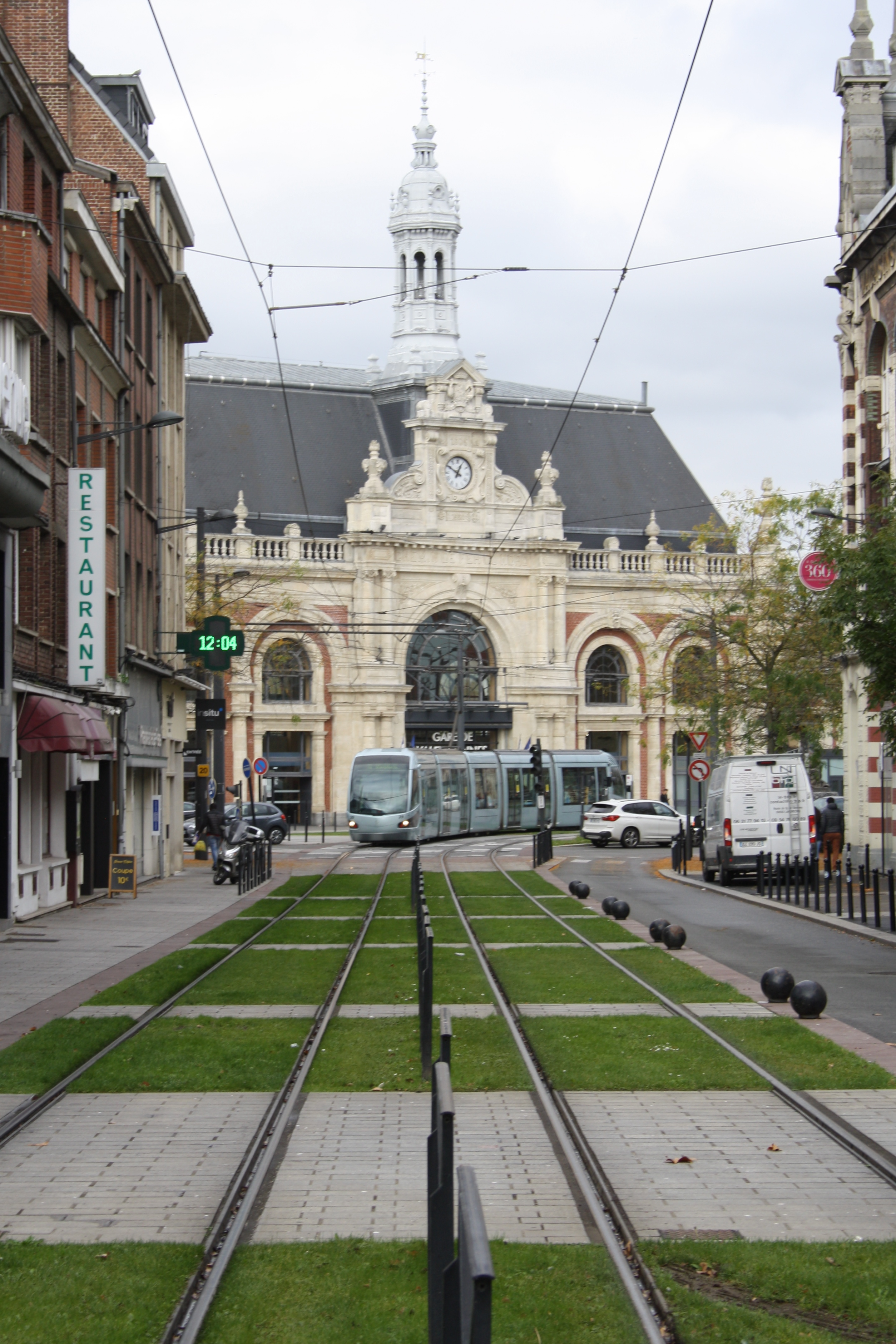
Ein Straßenbahnzug vor dem Bahnhof
- Durchfahrt eines Straßenbahnzuges durch Hérin
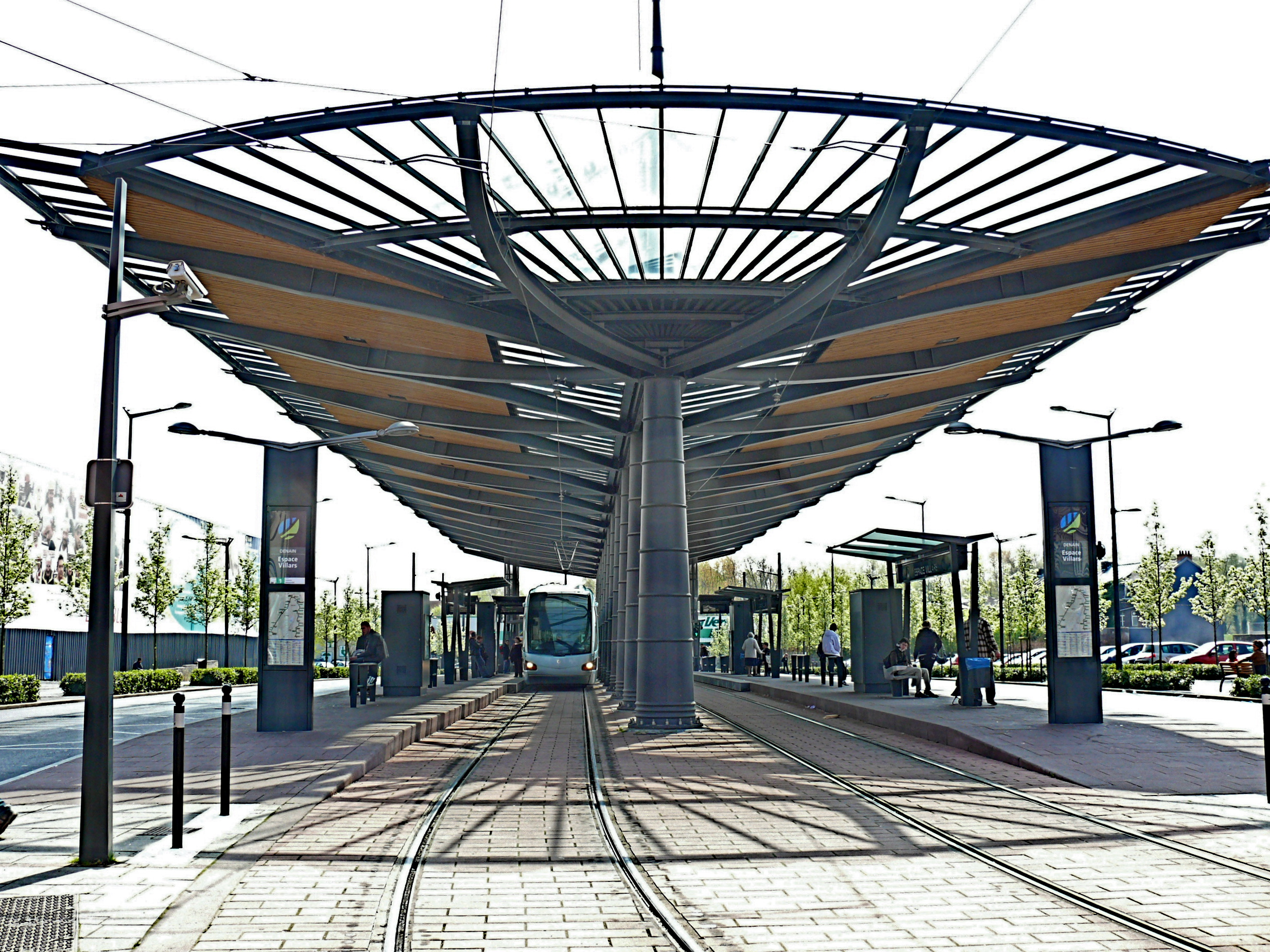
Endstelle der Linie T1 in Denain: Espace Villars ist ein Verknüpfungspunkt, die Busse halten auf der Außenseite der Bahnsteige

### Das Projekt und seine Kosten
Die Beteiligten des Projekts waren:
- Bauherr: der Aufgabenträger SITURV
- delegierter Bauträger: Transvilles
- Generalunternehmer: Groupement d’ingénierie du Valenciennois (Auftragnehmer: INGÉROP)[12]

Im Juli 2001 erfolgte für das Projekt der neuen Straßenbahn die Feststellung des öffentlichen Nutzens. Der erste Spatenstich für deren Bau erfolgte im Sommer 2003 mit vorbereitenden Arbeiten (z. B. Verlegen der Abwasserkanäle und anderer Leitungen), im Juni 2004 begannen die Arbeiten zum Bau des Straßenbahnbetriebshofs in Saint-Waast. Das erste Streckengleis wurde am 7. September 2004 verlegt. Übergeben wurde die Strecke in Anwesenheit von Jean-Louis Borloo, dem damaligen Minister für Arbeit und Wohnungsbau und Präsidenten des Kommunalverbandes der Region Valenciennes, am 16. Juni 2006.
Der erste Bauabschnitt der Linie 1 kostete 242,75 Millionen Euro, die mit einer Anleihe, mit Eigenmitteln durch das SITURV, einen Staatszuschuss von 41,5 Millionen Euro (17 % des Projekts) und einer Beteiligung der Europäischen Union in Höhe von 5,08 Millionen Euro erbracht wurden. Die Gestaltung der Linie wurde mehrfach ausgezeichnet: Sie erhielt den TCSP-Preis des Jahres der Zeitschrift Villes et Transports und den durch das Französische Institut für Design verliehenen Prix Janus de la Cité.

### Die Haltestellen der Linie T1
|  |  |  | Haltestelle               | Koordinaten                 | Gemeinde                | Anmerkungen und Anschlüsse                              |
|  |  |  | ------------------------- | --------------------------- | ----------------------- | ------------------------------------------------------- |
|  |  |  | Université1 (Universität) | 50° 19′ 12″ N, 3° 30′ 45″ O | Famars                  | Park-and-Ride, 103, 104, 333, 420                       |
|  |  |  | Moriamez Recherche1       | 50° 19′ 29″ N, 3° 30′ 51″ O | Famars                  |                                                         |
|  |  |  | Campus Mont Houy1         | 50° 19′ 43″ N, 3° 30′ 53″ O | Aulnoy-lez-Valenciennes | Mittelbahnsteig                                         |
|  |  |  | Chemin Vert1              | 50° 19′ 53″ N, 3° 30′ 49″ O | Aulnoy-lez-Valenciennes | S2, 104                                                 |
|  |  |  | Jules Chevalier1          | 50° 20′ 2″ N, 3° 31′ 6″ O   | Aulnoy-lez-Valenciennes |                                                         |
|  |  |  | La Briquette1             | 50° 20′ 24″ N, 3° 31′ 15″ O | Marlys                  |                                                         |
|  |  |  | Vosges1                   | 50° 20′ 31″ N, 3° 31′ 2″ O  | Valenciennes            | Mittelbahnsteig, S1                                     |
|  |  |  | Nungesser1                | 50° 20′ 55″ N, 3° 31′ 9″ O  | Valenciennes            | Park-and-Ride                                           |
|  |  |  | Sainte Catherine1         | 50° 21′ 5″ N, 3° 31′ 1″ O   | Valenciennes            | 110                                                     |
|  |  |  | Porte de Paris1           | 50° 21′ 12″ N, 3° 31′ 1″ O  | Valenciennes            | 110                                                     |
|  |  |  | Sous-Préfecture1          | 50° 21′ 22″ N, 3° 31′ 11″ O | Valenciennes            |                                                         |
|  |  |  | Hôtel de Ville1 (Rathaus) | 50° 21′ 29″ N, 3° 31′ 20″ O | Valenciennes            | versetzte Seitenbahnsteige                              |
|  |  |  | Clemenceau2               | 50° 21′ 39″ N, 3° 31′ 13″ O | Valenciennes            | Endhaltestelle der Linie T2                             |
|  |  |  | Gare2 (Bahnhof)           | 50° 21′ 50″ N, 3° 31′ 5″ O  | Valenciennes            | TER, TGV, S1, 1, 5, 6, 30, 100, 103, 131, 401, 403, 450 |
|  |  |  | Pont Jacob2               | 50° 21′ 57″ N, 3° 30′ 51″ O | Valenciennes            | Mittelbahnsteig                                         |
|  |  |  | Croix d’Anzin             | 50° 22′ 2″ N, 3° 30′ 29″ O  | Anzin                   | 14                                                      |
|  |  |  | Anzin Hôtel de Ville      | 50° 22′ 7″ N, 3° 30′ 7″ O   | Anzin                   | Park-and-Ride, S2, 2, 12, 13                            |
|  |  |  | Saint-Waast               | 50° 21′ 49″ N, 3° 29′ 30″ O | Valenciennes            | Park-and-Ride 1, 2, H (Zubringerbus zum Krankenhaus)    |
|  |  |  | La Plaine                 | 50° 21′ 39″ N, 3° 29′ 18″ O | Valenciennes            |                                                         |
|  |  |  | Dutemple                  | 50° 21′ 25″ N, 3° 28′ 50″ O | Valenciennes            | zeitweise Zwischenendstelle                             |
|  |  |  | Bois des Montagnes        | 50° 21′ 21″ N, 3° 28′ 18″ O | La Sentinelle           |                                                         |
|  |  |  | Le Galibot                | 50° 21′ 11″ N, 3° 27′ 8″ O  | Hérin                   | 102, 110, A (Zubringerbus zum Flugplatz)                |
|  |  |  | Les Grémonts              |                             | Hérin                   | geplante Haltestelle                                    |
|  |  |  | Solange Tonini            | 50° 20′ 23″ N, 3° 24′ 46″ O | Denain                  |                                                         |
|  |  |  | Bellevue                  | 50° 20′ 10″ N, 3° 24′ 10″ O | Denain                  | Park-and-Ride, 107                                      |
|  |  |  | Jaurès                    | 50° 19′ 55″ N, 3° 23′ 31″ O | Denain                  | 106, 111, 211, TER am Bahnhof Denain (380 m)            |
|  |  |  | Taffin                    | 50° 19′ 46″ N, 3° 23′ 10″ O | Denain                  | 111                                                     |
|  |  |  | Jean Dulieu               | 50° 19′ 36″ N, 3° 23′ 8″ O  | Denain                  | 3, 4, 101, 105                                          |
|  |  |  | Espace Villars            | 50° 19′ 34″ N, 3° 23′ 34″ O | Denain                  | 3, 4, 30, 101, 104, 105, 106, 107, 111, 211, 334        |

1 bis 21. Oktober 2018 auch Linie T2

2 auch Linie T2

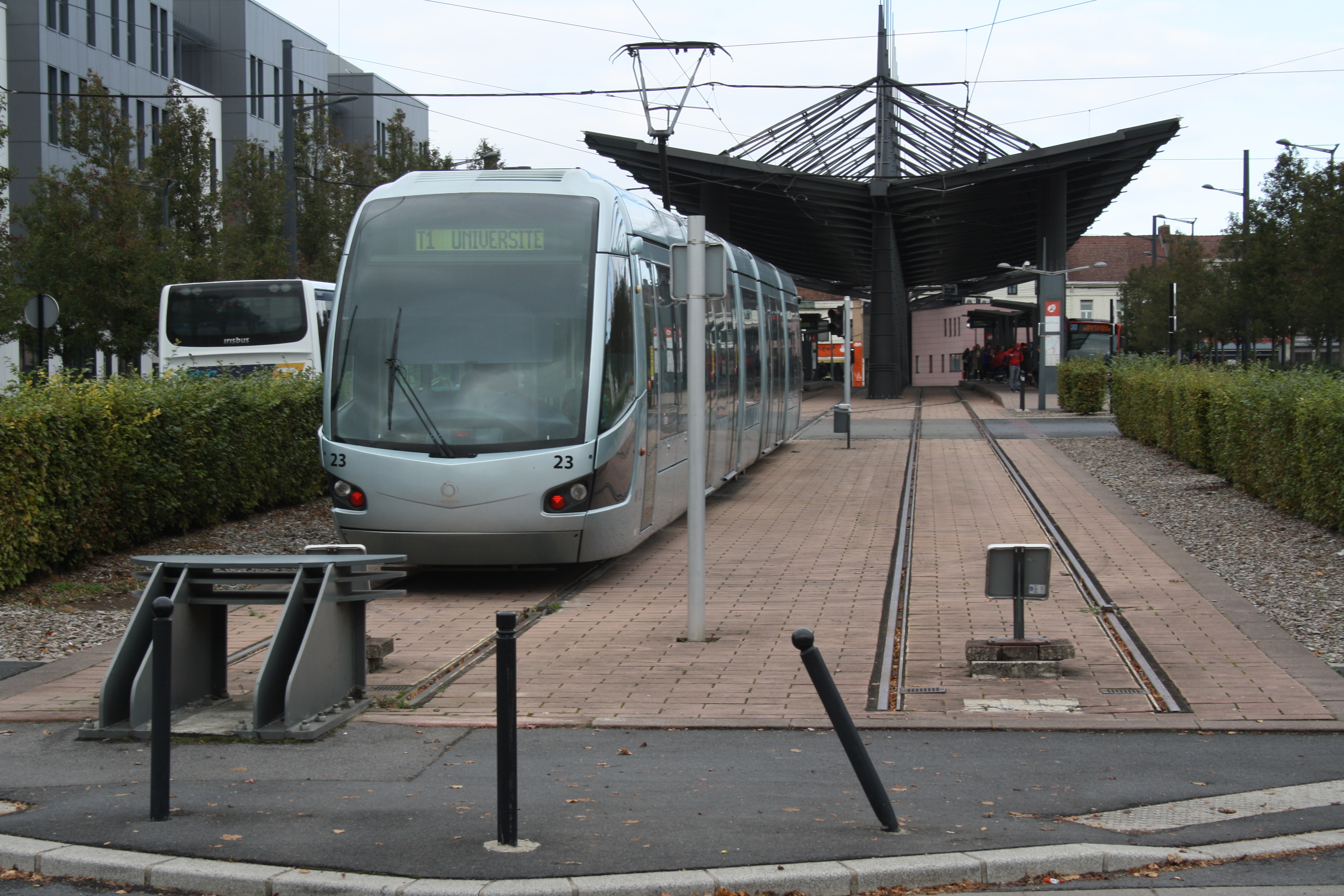
Ein Zug auf dem Kehrgleis der Endhaltestelle Espace Villars in Denain
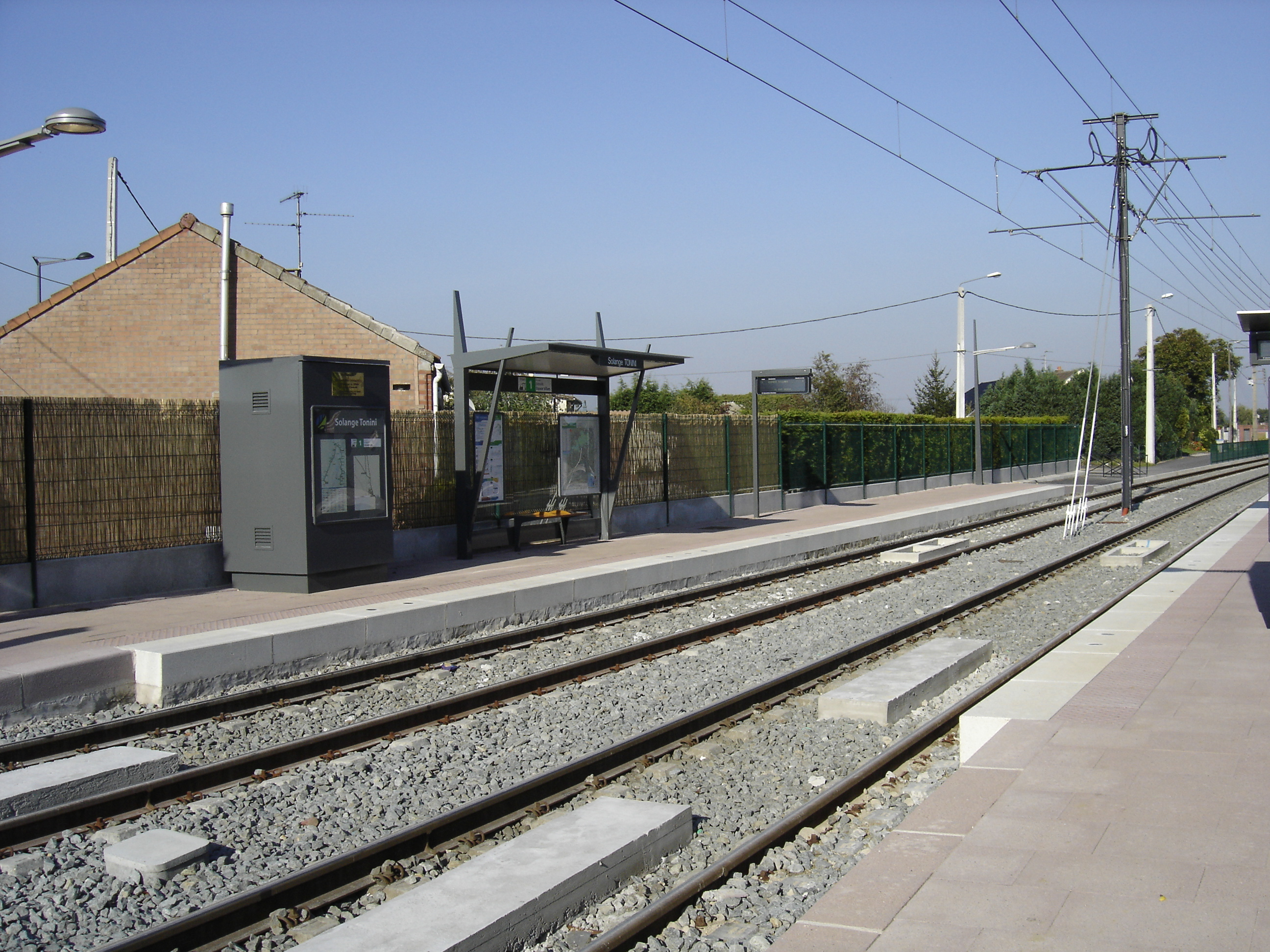
Haltestelle Solange Tonini kurz nach der Inbetriebnahme im September 2008
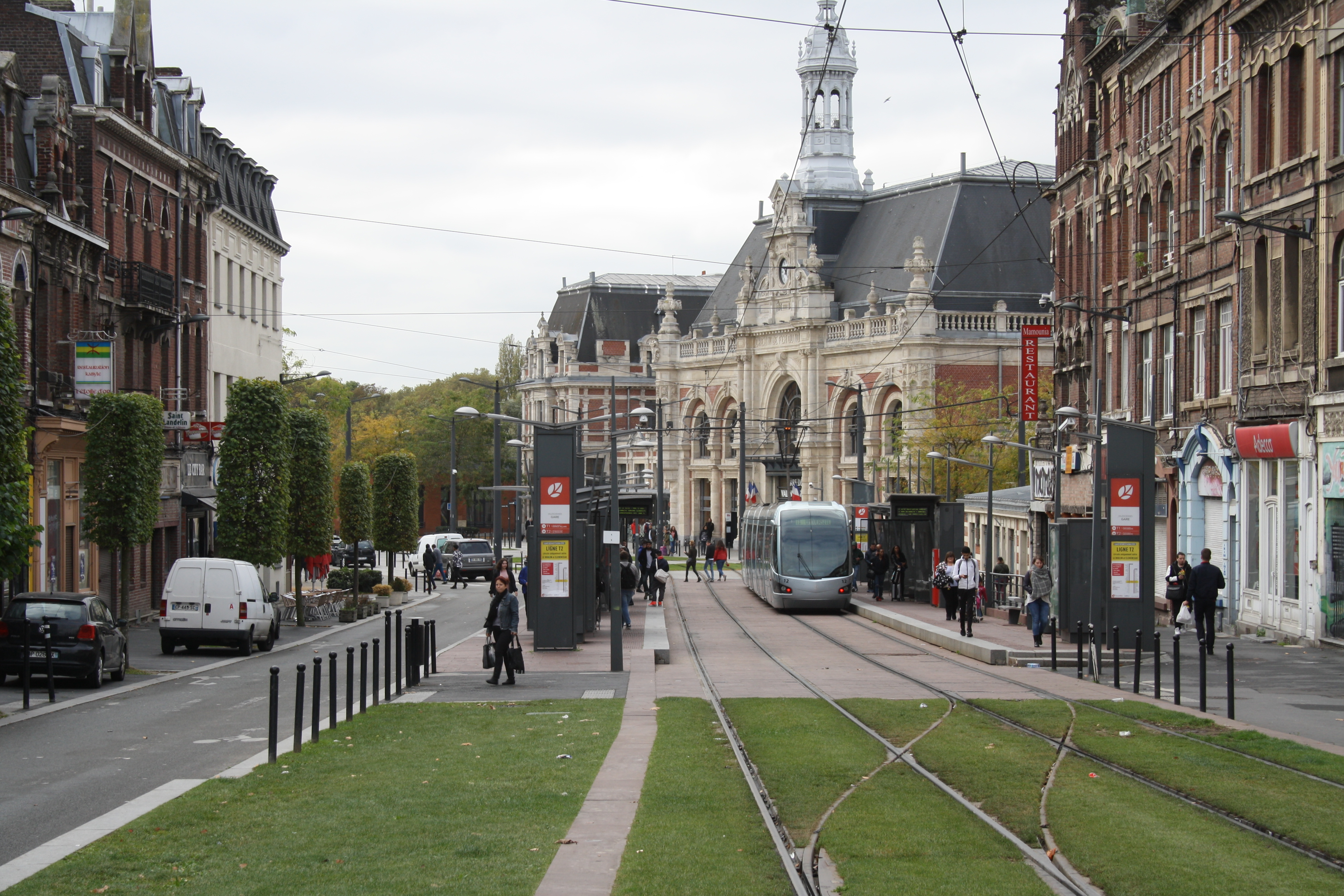
Haltestelle Gare in Valenciennes, im Hintergrund das Bahnhofsgebäude
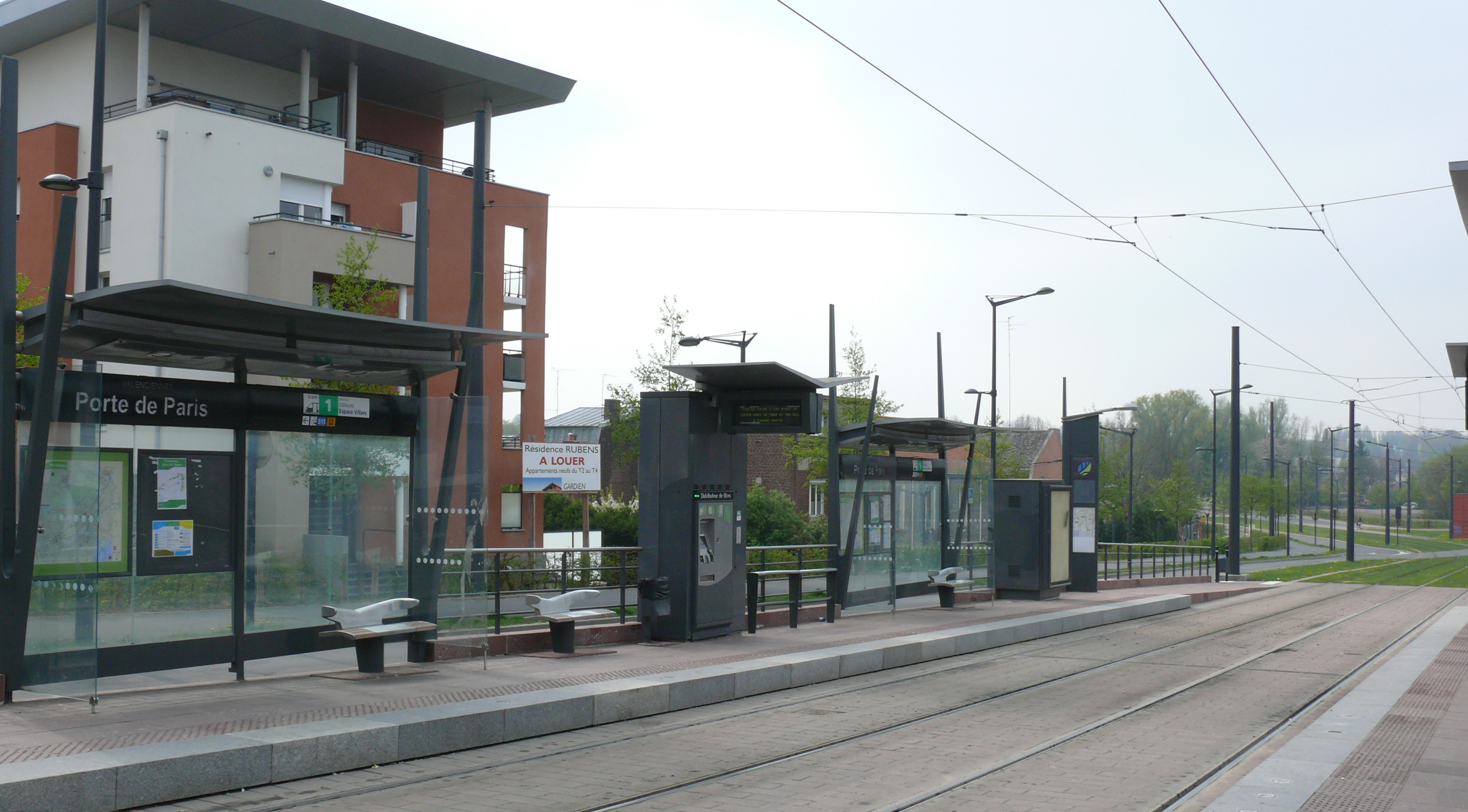
Haltestelle Porte de Paris
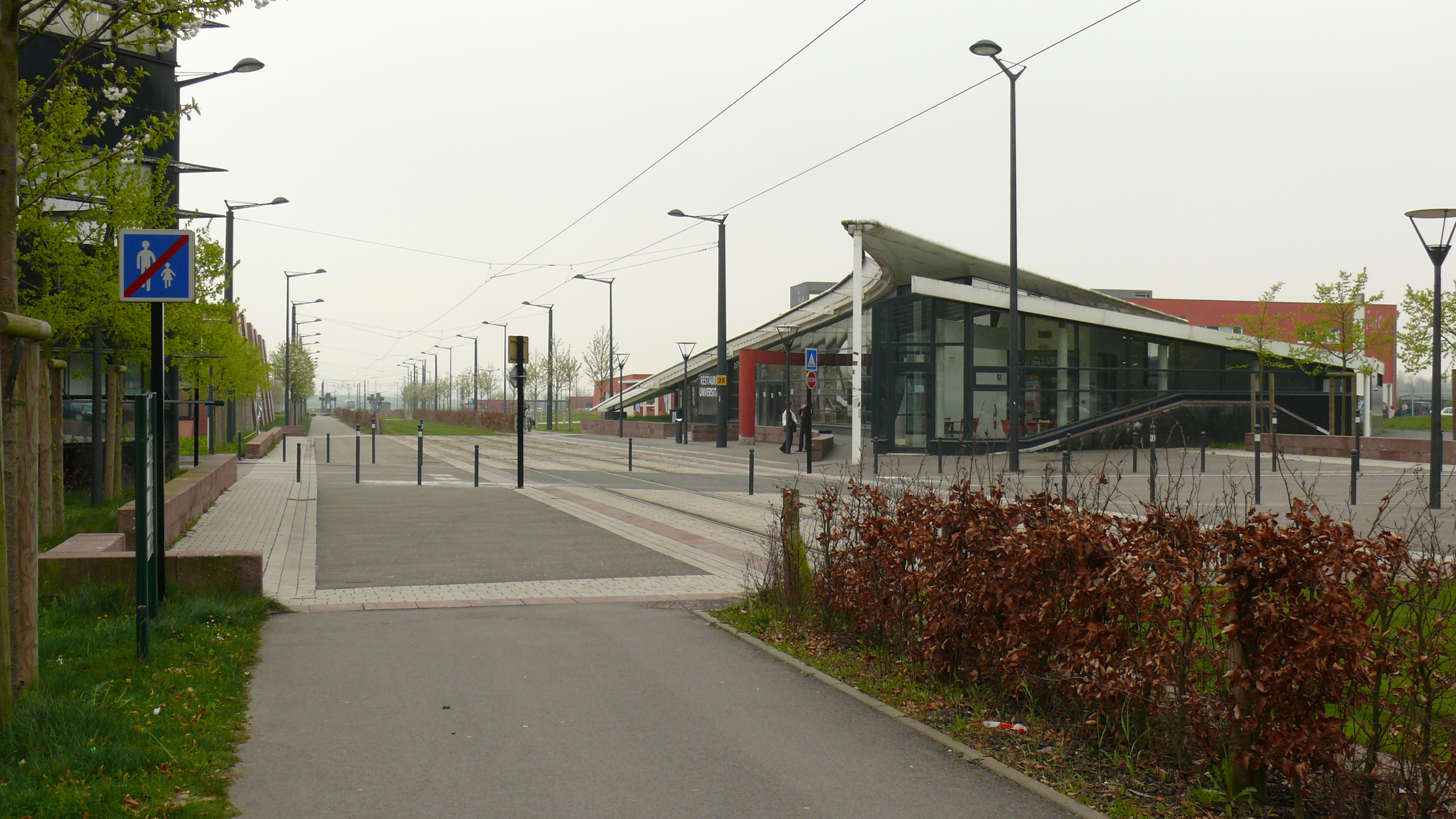
Die Mensa auf dem Campus der Universität Valenciennes an der Haltestelle Moriamez Recherche

### Die Infrastruktur

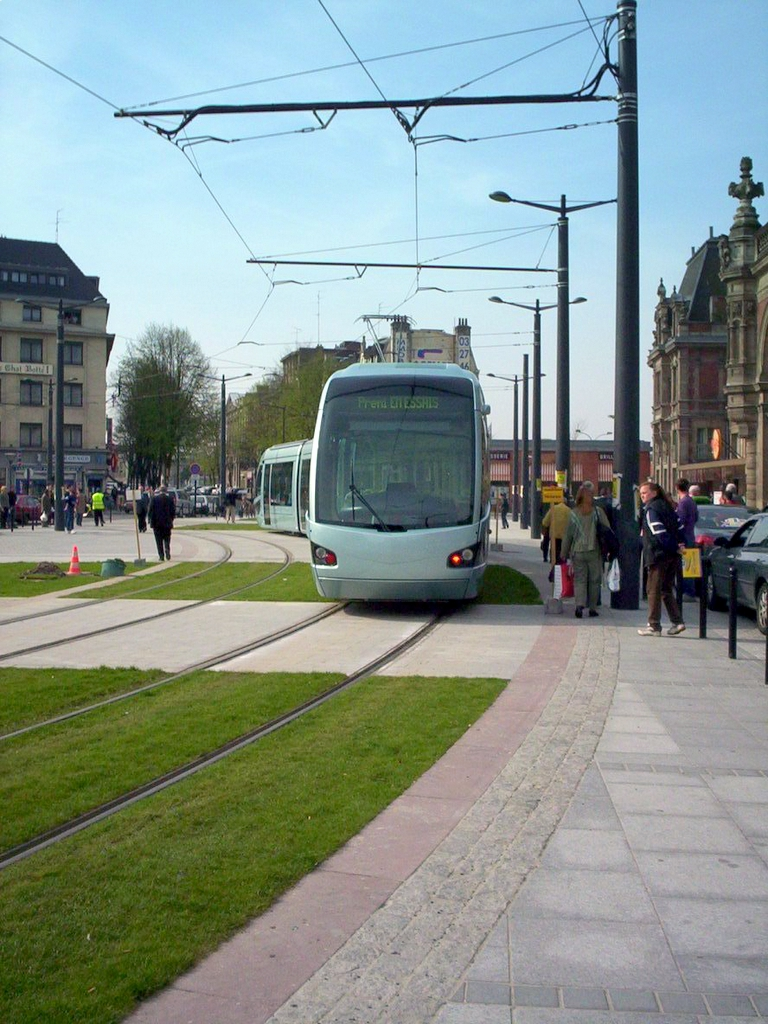
Bahnhofsvorplatz in Valenciennes mit hochliegenden Rasengleisen und Rillenschienen vom Typ Broca

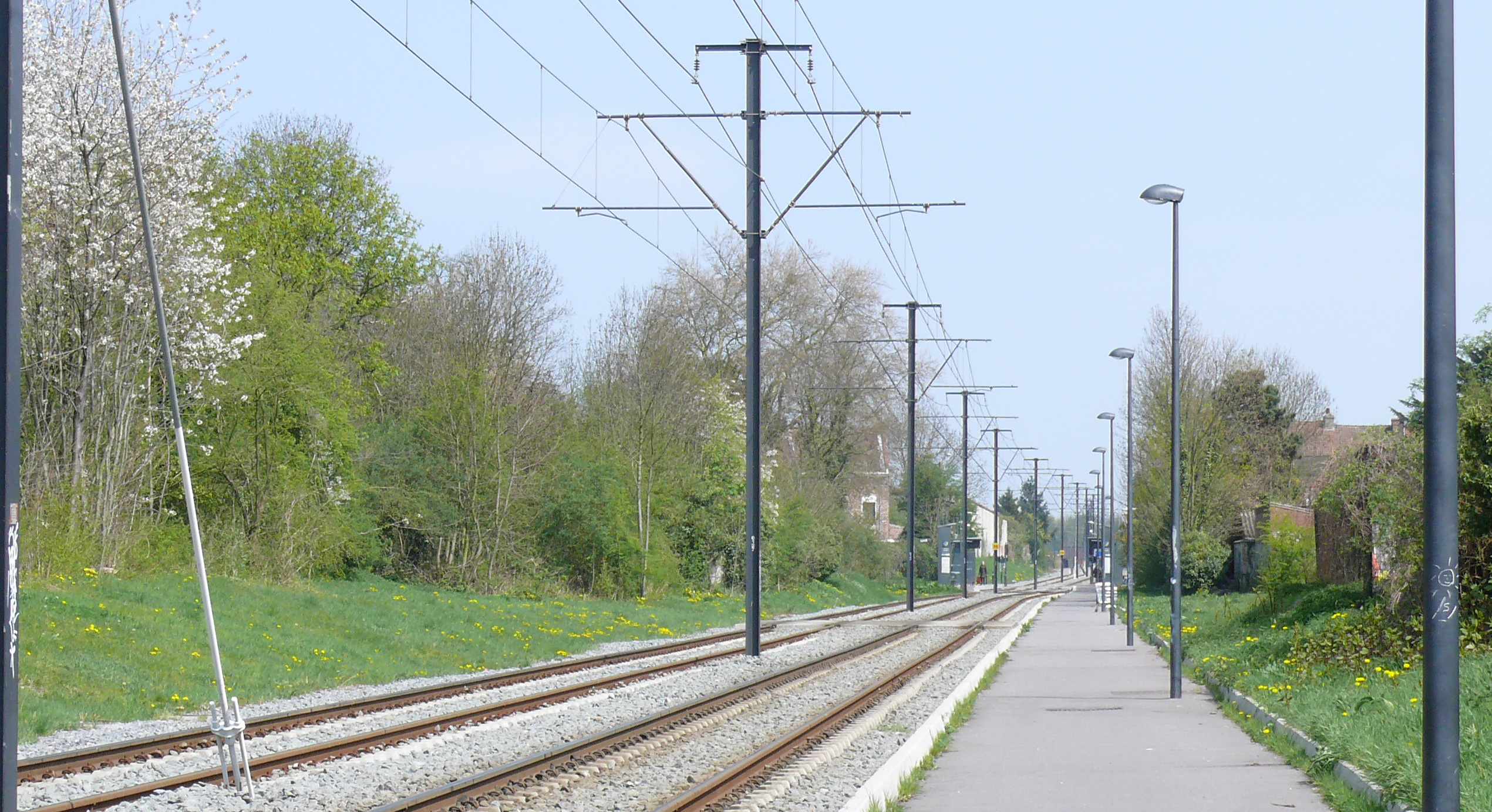
Schotteroberbau mit Zweiblockschwellen und Pandrol-Spannklemmen sowie Hochkettenfahrleitung und zwei Speise- oder Verstärkungsleitungen zwischen Dutemple und Denain, die Trasse wird fast auf ganzer Länge von einem Fuß- und Radweg begleitet

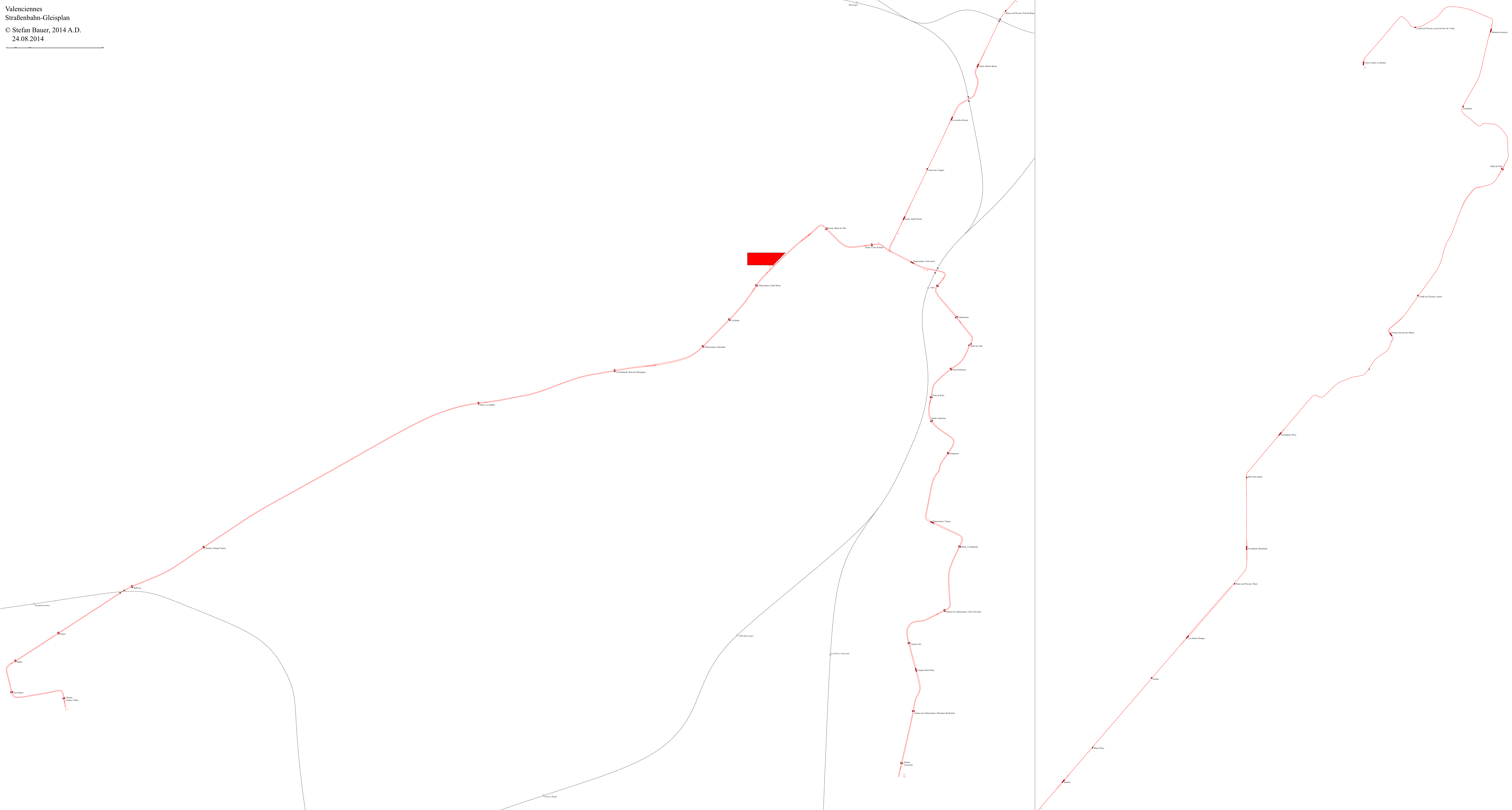
Gleisplan

Die regelspurigen Gleise bestehen in den Abschnitten von der Universität bis zum Ortsausgang von Dutemple sowie von Taffin bis Espace Villars aus 41-GPU-Rillenschienen, geliefert durch Corus, die in eine am Ort gegossenen Betonplatte gegründet wurden. Außerhalb der Straßenquerungen ist das Gleis oft mit Rasen begrünt. Im Abschnitt Dutemple–Taffin wurden Kettenfahrleitungen installiert, im übrigen Netz gibt es Einfachfahrleitungen. Zwischen Dutemple und Taffin hat die Strecke den Charakter einer Stadtbahn mit Vignolschienen auf Schotteroberbau und Stromversorgung durch Fahrleitung und Speiseleitung. Zwei Abschnitte der Linie T1 benutzen den Bahndamm der alten Strecke von Somain nach Péruwelz des Eisenbahnnetzes der Compagnie des mines d’Anzin: zwischen den Stationen Anzin Hôtel de Ville und Dutemple und im zweiten Bauabschnitt auf 6,5 Kilometer Länge.
Der Bau der Strecke erforderte den Neubau oder die Erneuerung mehrerer Hochbauten, wie der Brücke über die Autobahn A2 und jener unter der Autobahn A23, der Brücke Pont Jacob über die Eisenbahnstrecke von Douai nach Blanc-Misseron und den Fluss Escaut (Schelde), des Viadukts Sainte-Catherine (auf der alten Eisenbahntrasse Valenciennes–Faubourg-de-Paris–Hautmont) und des Viadukts Pompidou sowie der Brücke über die Strecke Fives–Hirson.
Die Mehrzahl der Haltestellen besitzt Seitenbahnsteige. Drei Haltestellen in beengter Lage sind jedoch mit einem Mittelbahnsteig ausgestattet, darunter Pont Jacob. Hinter den Haltestellen Anzin Hôtel de Ville und Dutemple wurden Kehrgleise eingerichtet, das es erlauben, einen Zug abzustellen bzw. Teilstrecken zu befahren. Zusätzlich gibt es an mehreren Stellen Gleisverbindungen, die als Notkehranlagen genutzt werden können. Der Betriebshof ist in der Nähe der Station Saint-Waast angesiedelt und durch Weichen aus beiden Richtungen zugänglich.
Die Signalisierung erfolgt durch klassische Straßenbahnsignale. Die Rangiersignale ähneln Verkehrsampeln, jedoch in Form eines T, das auf die Zugehörigkeit zur Straßenbahn (Tramway) hinweist. In den innerörtlichen Abschnitten werden die Straßenkreuzungen entweder durch eine traditionelle dreifarbige Ampel oder durch ein rotes Blinklicht geschützt, das sich bei Annäherung eines Zuges einschaltet. Auf den Überlandabschnitten sind die Bahnübergänge im Allgemeinen mit zugbedienten Bahnübergangssicherungsanlagen ausgerüstet.

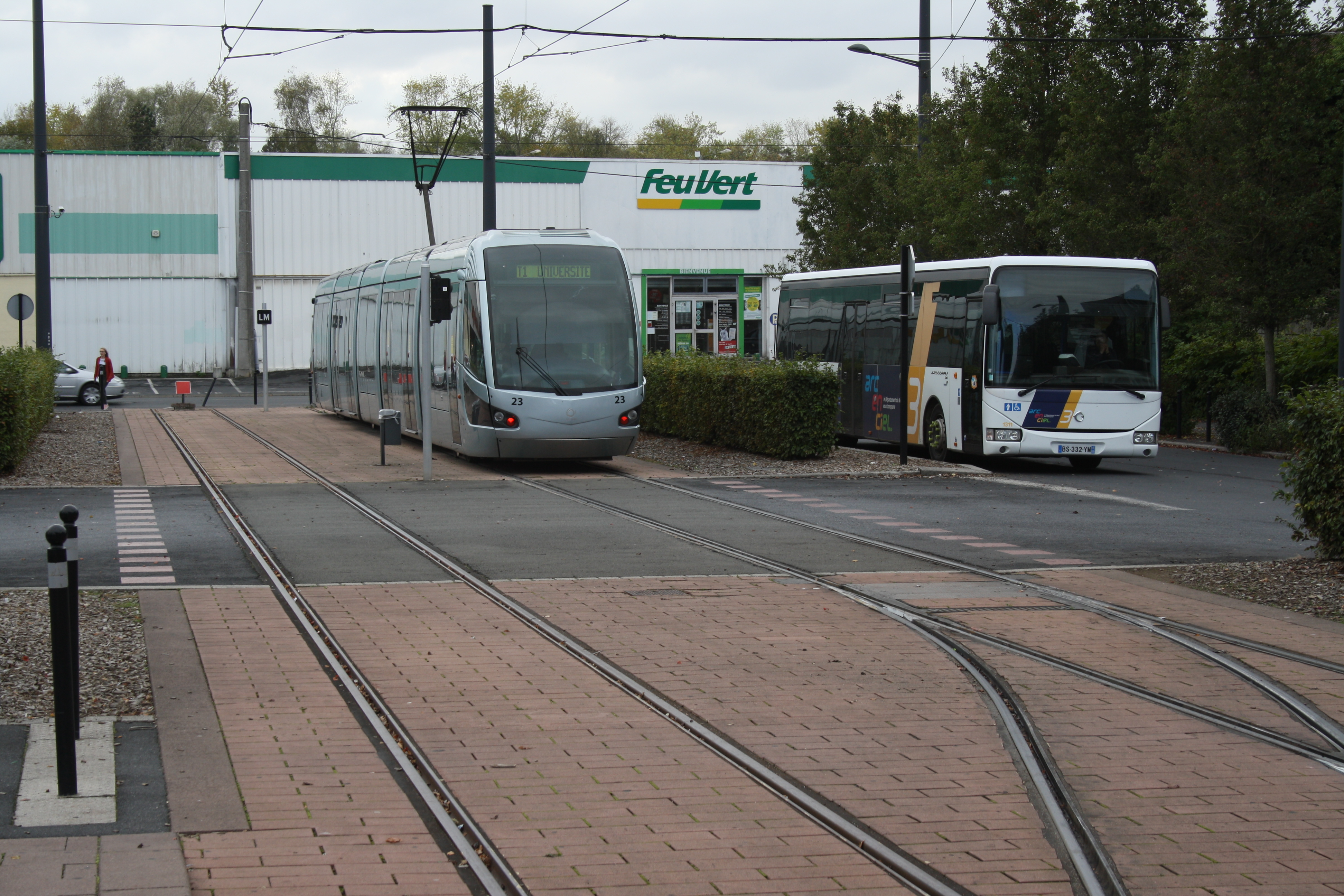
Zug auf dem Kehrgleis der Endstation Espace Villars, rotes Schutzhaltsignal am Ende des Abstellgleises
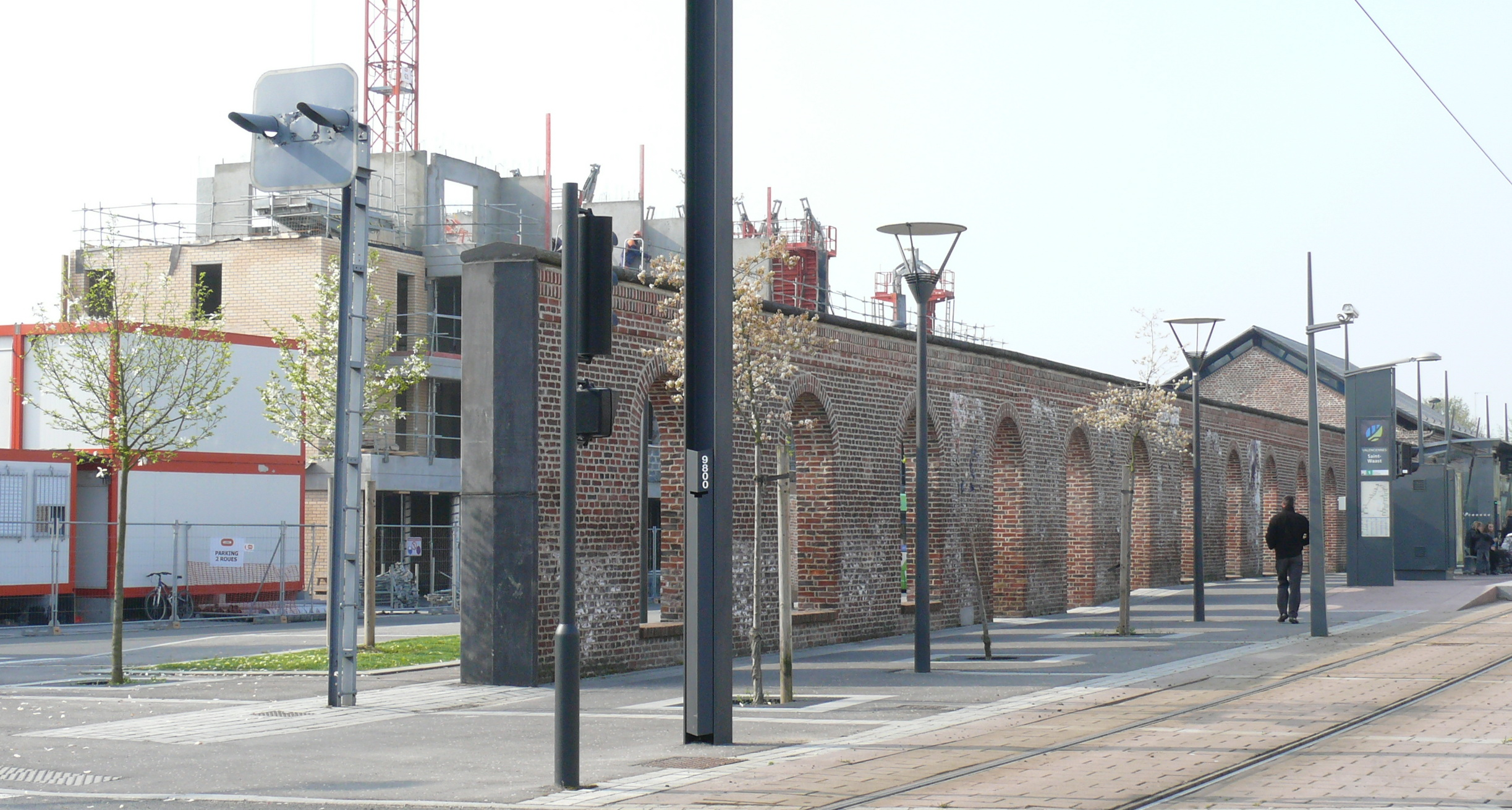
Die Haltestelle Saint-Waast bewahrt die Erinnerung an die alte Eisenbahnlinie von Somain nach Péruwelz, mit dem alten Signal und der Mauer einer Güterhalle
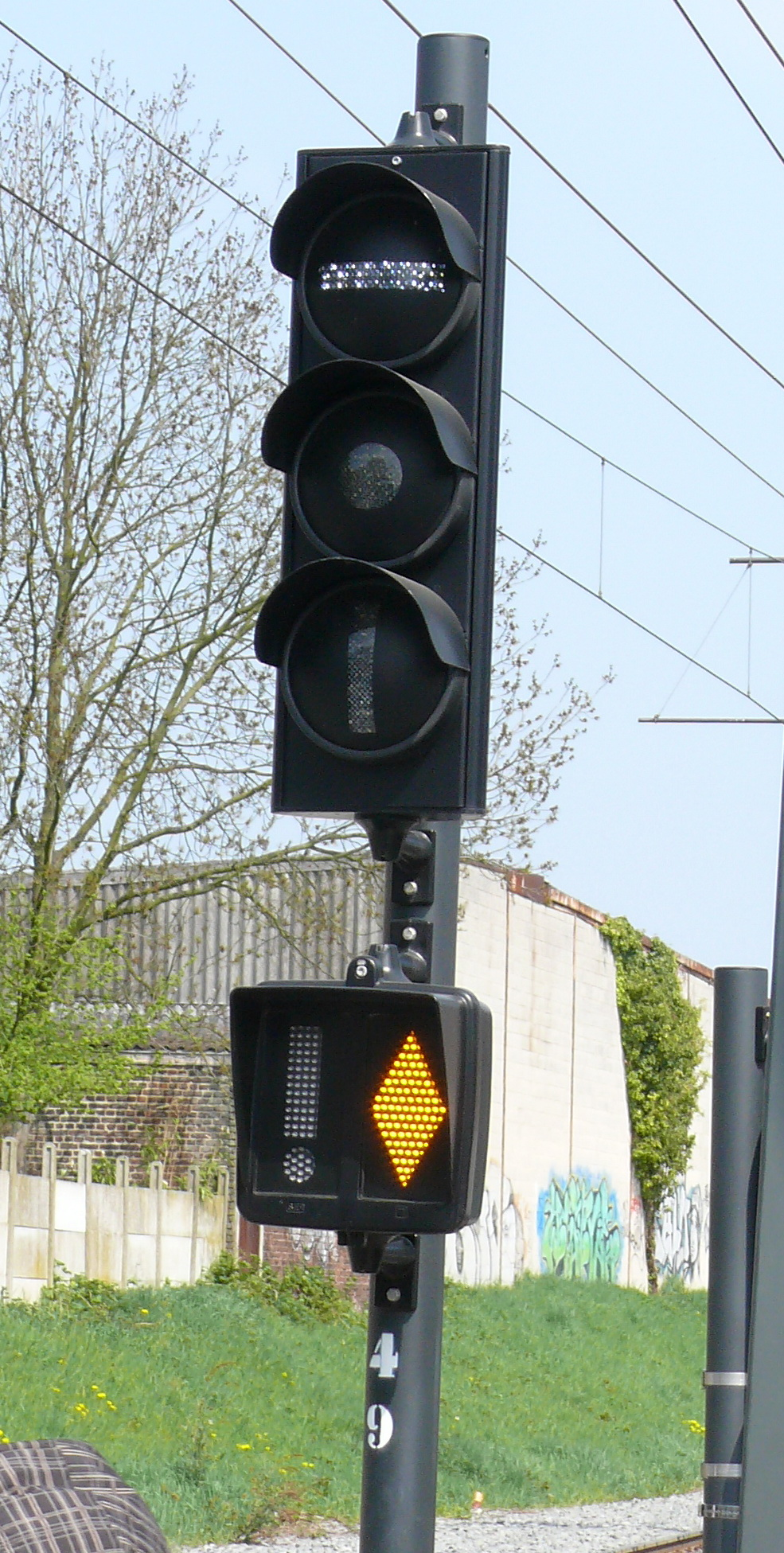
Signal, das eine Straßenkreuzung schützt: Es zeigt Halt (leuchtende horizontale Linie), aber das System hat die Annäherung eines Zuges erkannt (leuchtende gelbe Raute)
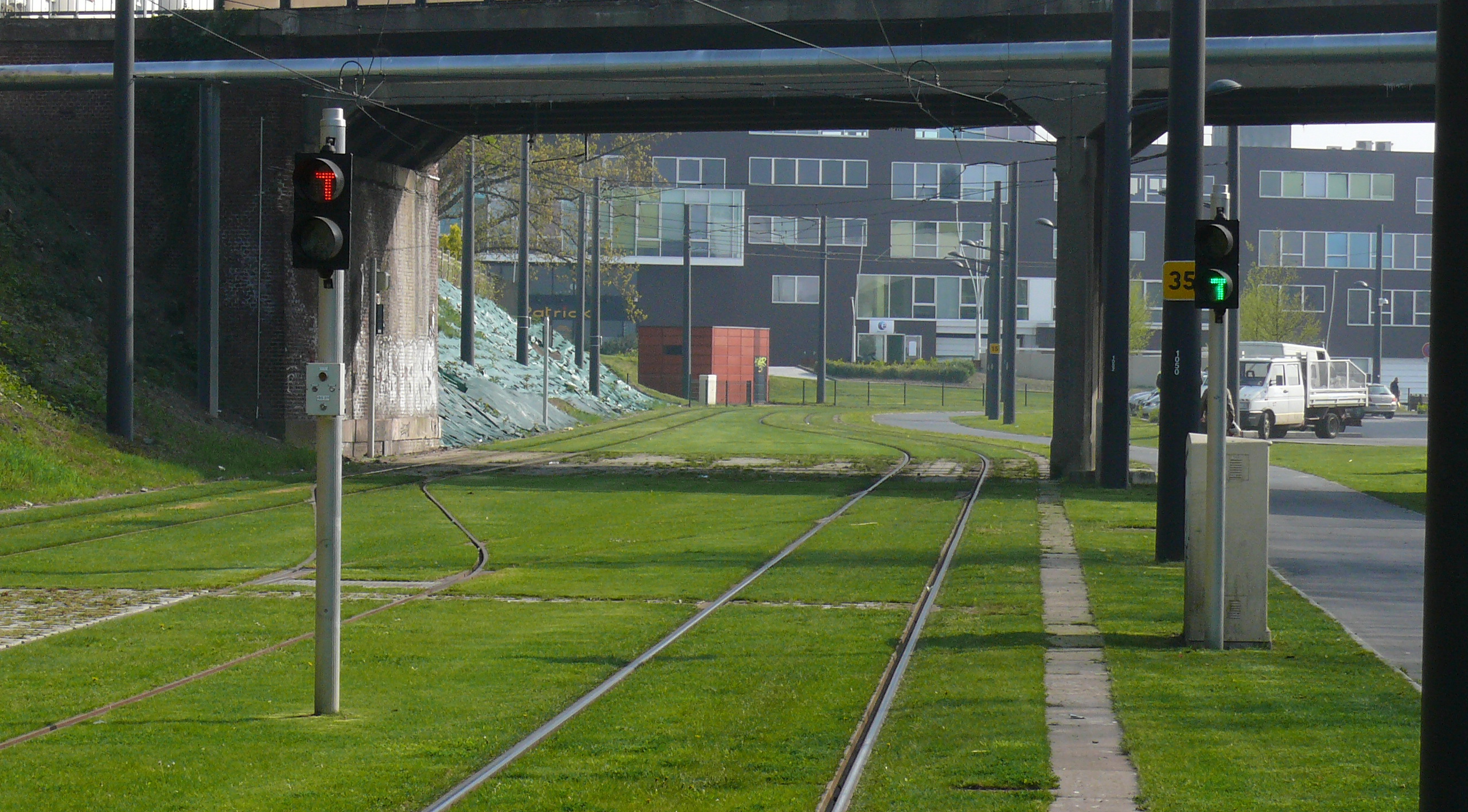
Die Straßenbahn Valenciennes nutzt Farbsignale (grün und rot) mit einem leuchtenden T als Rangiersignale – hier sieht man die Signale, die das Abstellgleis der Haltestelle Anzin Hôtel de Ville sichern
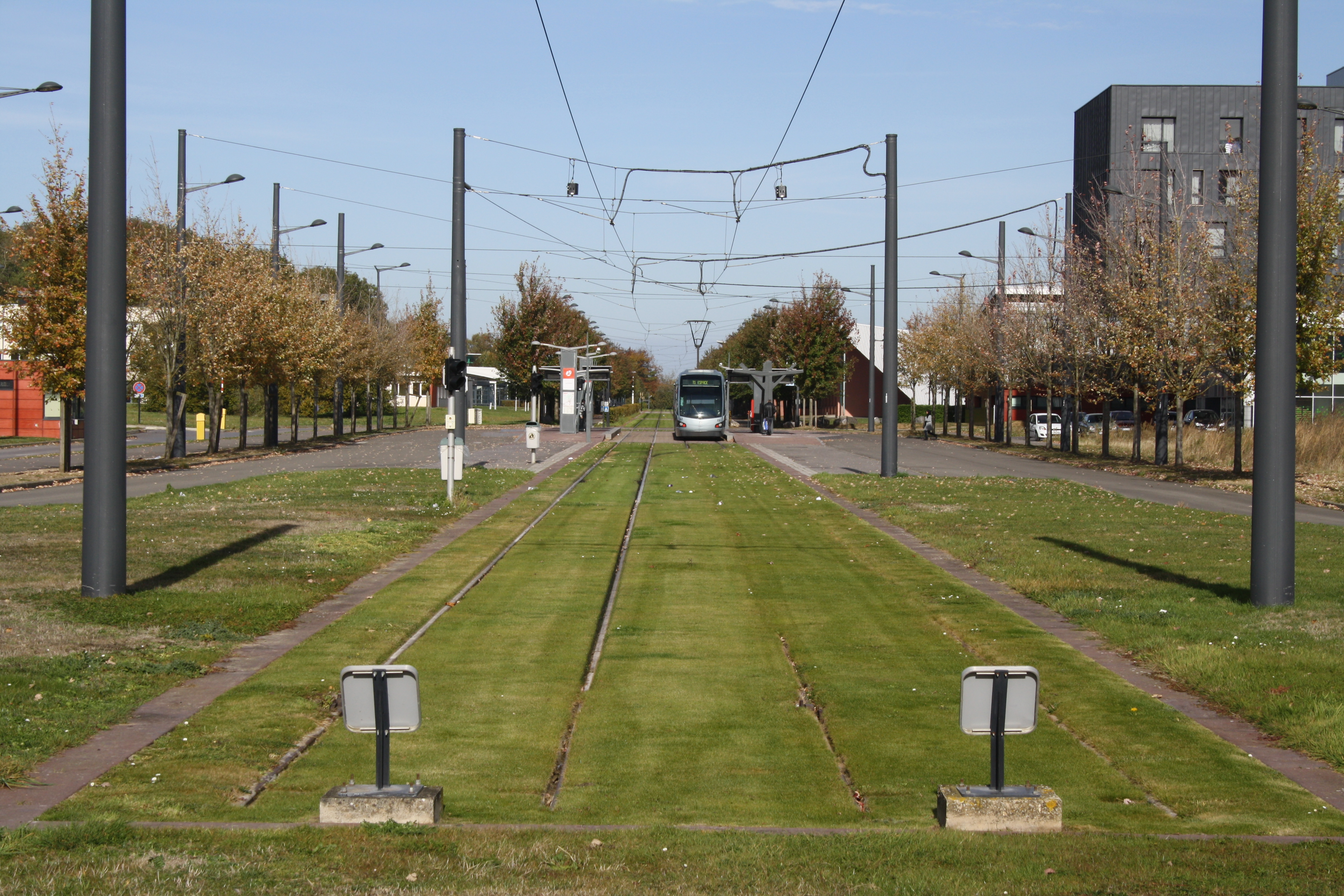
Endstelle Université mit Kehrgleis (links) und Abstellgleis

### 1. Bauabschnitt

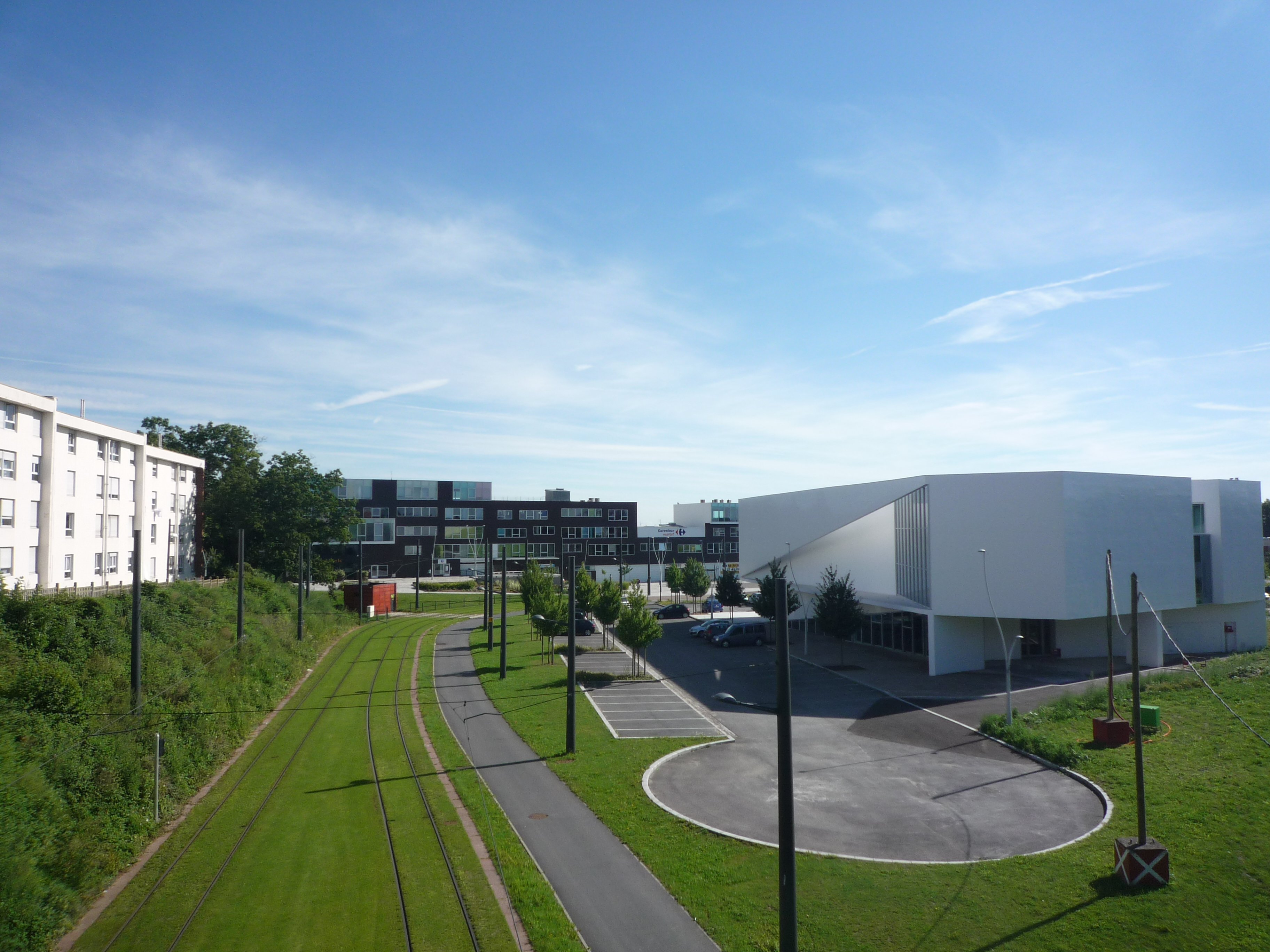
Der Bau und die qualitativ hochwertige Ausstattung der Straßenbahnstrecke haben die Stadtentwicklung der durchfahrenen Viertel begünstigt, wie hier in Anzin

Der erste Bauabschnitt der Linie T1 der Straßenbahn (Université–Dutemple, 19 Haltestellen) wurde am 3. Juli 2006 als Linie 1 in Betrieb genommen. Mit einer Länge von zunächst 9,5 Kilometern durchquerte diese fünf Gemeinden des Großraums und verband Valenciennes Stadtmitte mit Randvierteln, die in das nationale Stadtsanierungsprogramm aufgenommen waren. In dieser ersten Phase schuf sie eine schnelle Verbindung der Universität über die Stadtmitte mit dem Verknüpfungspunkt Gare (Bahnhof Valenciennes).

### 2. Bauabschnitt

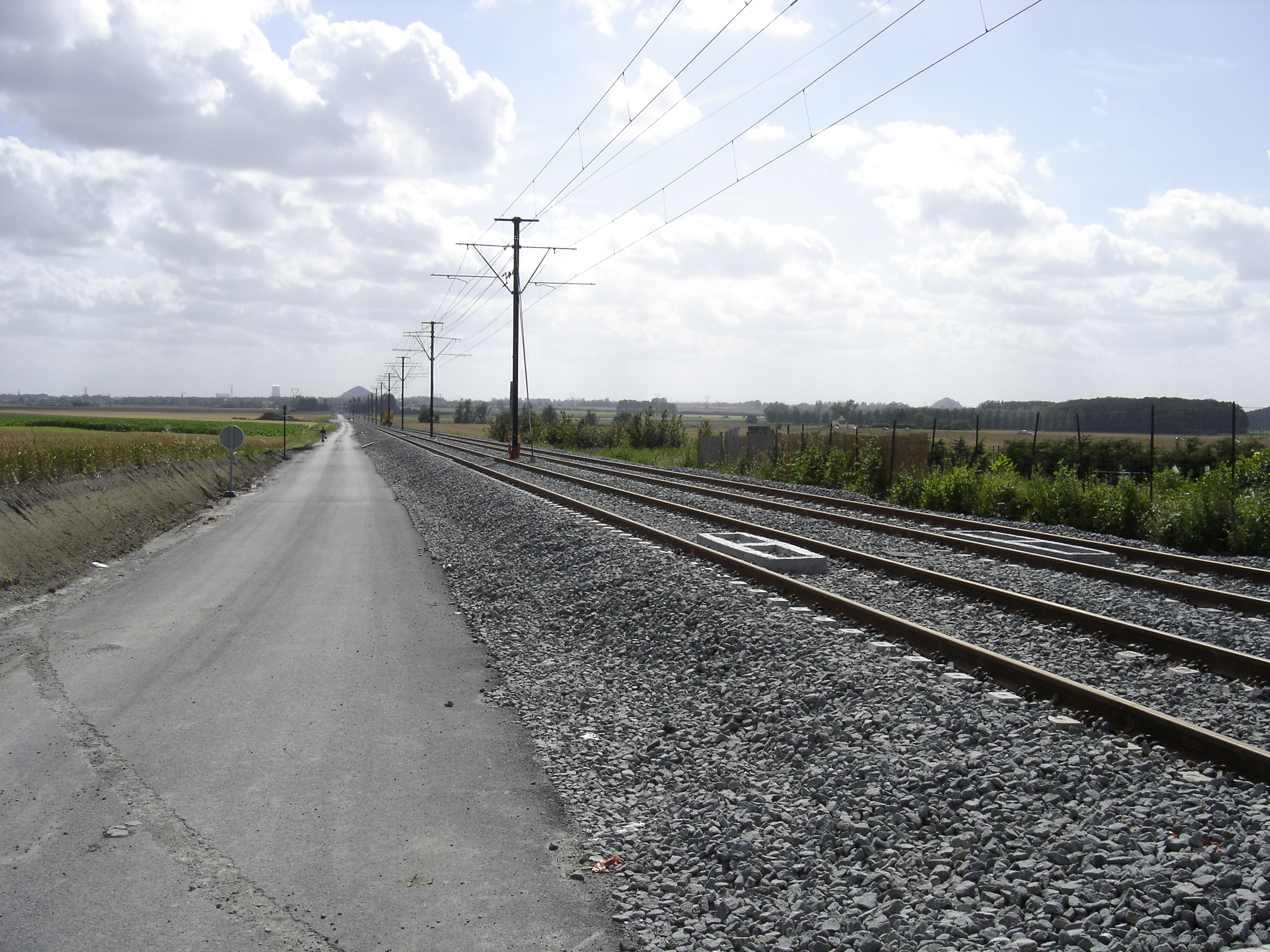
Landschaft der Linie A zwischen Hérin und Denain: Das Gleis ist vom klassischen Eisenbahntyp mit Schotteroberbau und Fahrleitung, die eine größere Geschwindigkeit und niedrigere Wartungskosten als der Straßenbahnoberbau ermöglicht; auf diesem geraden Überlandabschnitt verkehren die Züge mit 70 km/h

Am 31. August 2007 wurde die Verlängerung der Linie 1 der Straßenbahn von Dutemple nach Denain (Espace Villars) mit sieben neuen Stationen feierlich eröffnet, der fahrplanmäßige Betrieb begann drei Tage später. Dieser Abschnitt ist 8,8 Kilometer lang. Die Kosten des zweiten Bauabschnitts betrugen 69 Millionen Euro.
Denain als zweiter Pol des Großraums Valenciennes bestätigte damit seinen Willen, die Verkehrsbedingungen in seinem Siedlungsgebiet zu verbessern. Die Stadt wünschte, den ÖPNV und den Individualverkehr in einem Gesamtverkehrsplan zu integrieren.

### Entwicklung der Linie 1
Eine achte Haltestelle des 2. Bauabschnitts, Solange Tonini, wurde im September 2008 eröffnet, um die Route d’Oisy und die Häuser der Papillons Blancs (Behindertenheim) in Denain anzubinden. Die Haltestelle Allende wurde bei dieser Gelegenheit in Jean Dulieu umbenannt. Am 3. Juli 2009 ging im Stadtgebiet von Valenciennes die Haltestelle La Plaine, in Höhe der Rue Saint-Éloi zwischen Saint-Waast und Dutemple gelegen, in Betrieb. Eine weitere ergänzende Zwischenstation ist zu einem späteren Zeitpunkt geplant: Les Grémonts in der Gemeinde Hérin.
Im Jahr 2010 wurde der Betrieb des Transvilles-Netzes an Veolia Transport vergeben. Der neue Betreiber strukturierte das Liniennetz um, dabei wurde die Linie 1 in Linie A umbenannt. Ebenso wurde ihre grafische Darstellung geändert: Statt in roter Farbe wurde sie, wie alle im 10-Minuten-Takt verkehrenden Linien, fortan in Grün dargestellt. Die bislang als Linie 2 geplante zweite Straßenbahnlinie erhielt in der neuen Buchstabensystematik für ihre beiden Äste die Bezeichnungen C und D. Die Linienkennung B war bereits für die TER-Linie von Valenciennes nach Saint-Amand-les-Eaux des TER Nord-Pas-de-Calais belegt, die auf einem Abschnitt der Eisenbahnstrecke von Fives nach Hirson verkehrt.

### Die Fahrgastzahlen der Linie 1
Neun Monate nach ihrer Inbetriebnahme beförderte die Straßenbahn Valenciennes im März 2007 auf der Strecke des ersten Bauabschnitts täglich 22 000 Fahrgäste. Nach der Inbetriebnahme der Gesamtstrecke stieg das Fahrgastaufkommen im August 2007 auf 29 000 Personen pro Tag.

## Die Linien C und D
Die geplanten Linien C und D wurden ursprünglich zusammen als Linie 2 bezeichnet, ihre geplante Streckenlänge betrug 32 Kilometer. Im Nordosten des Großraums Valenciennes sollte die Trasse in Form eines V in der Gemeinde Vieux-Condé beginnen, über Condé-sur-l’Escaut, Fresnes-sur-Escaut, Escautpont, Bruay-sur-l’Escaut, Anzin nach Valenciennes führen und dann in Richtung Belgien über Saint-Saulve, Onnaing, Quarouble, Quiévrechain nach Crespin verlaufen.
Ursprünglich wurde als Endstation der Bahnhof von Quiévrain in Belgien in Betracht gezogen, nach neuerer Planung würde dieser jedoch nur durch einen Pendelbus von der Endhaltestelle der Straßenbahn am Bahnhof Crespin erreicht. Im Bahnhof von Quiévrain, der von der Linie ICF der SNCB bedient wird, hätten die Fahrgäste ihre Reise nach Mons und den übrigen Bahnhöfen in Belgien fortsetzen können. Leider werden potentielle Fahrgäste durch den zweimaligen Umstieg zwischen Valenciennes und dem belgischen Hennegau abgeschreckt. Heute erfolgt der Verkehr hauptsächlich über stark ausgelastete Straßen, insbesondere die Autobahnen A2/A7.
Dies erklärt, dass die zwei Linien durch das SITURV als ein Element eines grenzüberschreitender Verkehrsangebots vorgestellt werden, das Valenciennes, aber auch den Süden des Départements Nord (insbesondere Douai und Cambrai) mit den belgischen Städten Brüssel und Charleroi verbindet. Dies würde aber die Einführung von Verkehrsmitteln erfordern, die den Modal Split zugunsten des ÖPNV beeinflussen.
Die Straßenbahnlinie D würde auf dem Abschnitt Valenciennes–Staatsgrenze an die Stelle der Wiedereröffnung der Eisenbahnstrecke Douai–Blanc-Misseron treten. Seit dem Jahr 1964 wird diese Eisenbahnstrecke nur noch auf dem belgischen Abschnitt befahren. Im Rahmen des Vertrags Staat-Region 2007–2013 waren für die Wiedereröffnung der Eisenbahnstrecke 58 Millionen Euro vorgesehen. Dieses Ziel wurde von Jean-Louis Borloo, dem damaligen Minister für Umwelt, aufgegeben und die Mittel wurden für den Bau der Linie D der Straßenbahn Valenciennes umgeschichtet.
Die Verwirklichung der Linien C und D war ebenfalls in zwei Phasen vorgesehen.

### 3. Bauabschnitt

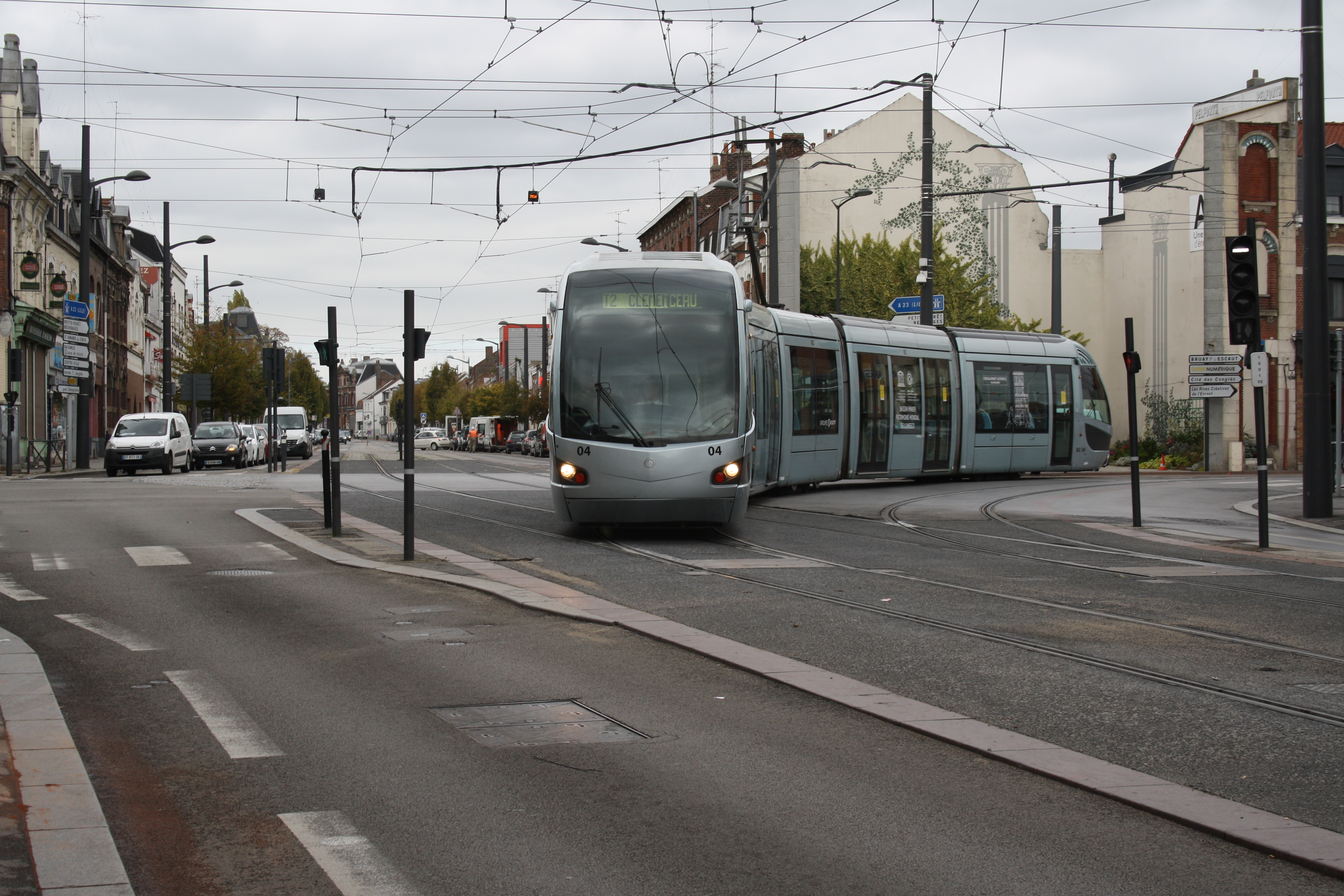
Verzweigung der Linien 1 und 2 mit stadteinwärts fahrendem Zug der Linie 2

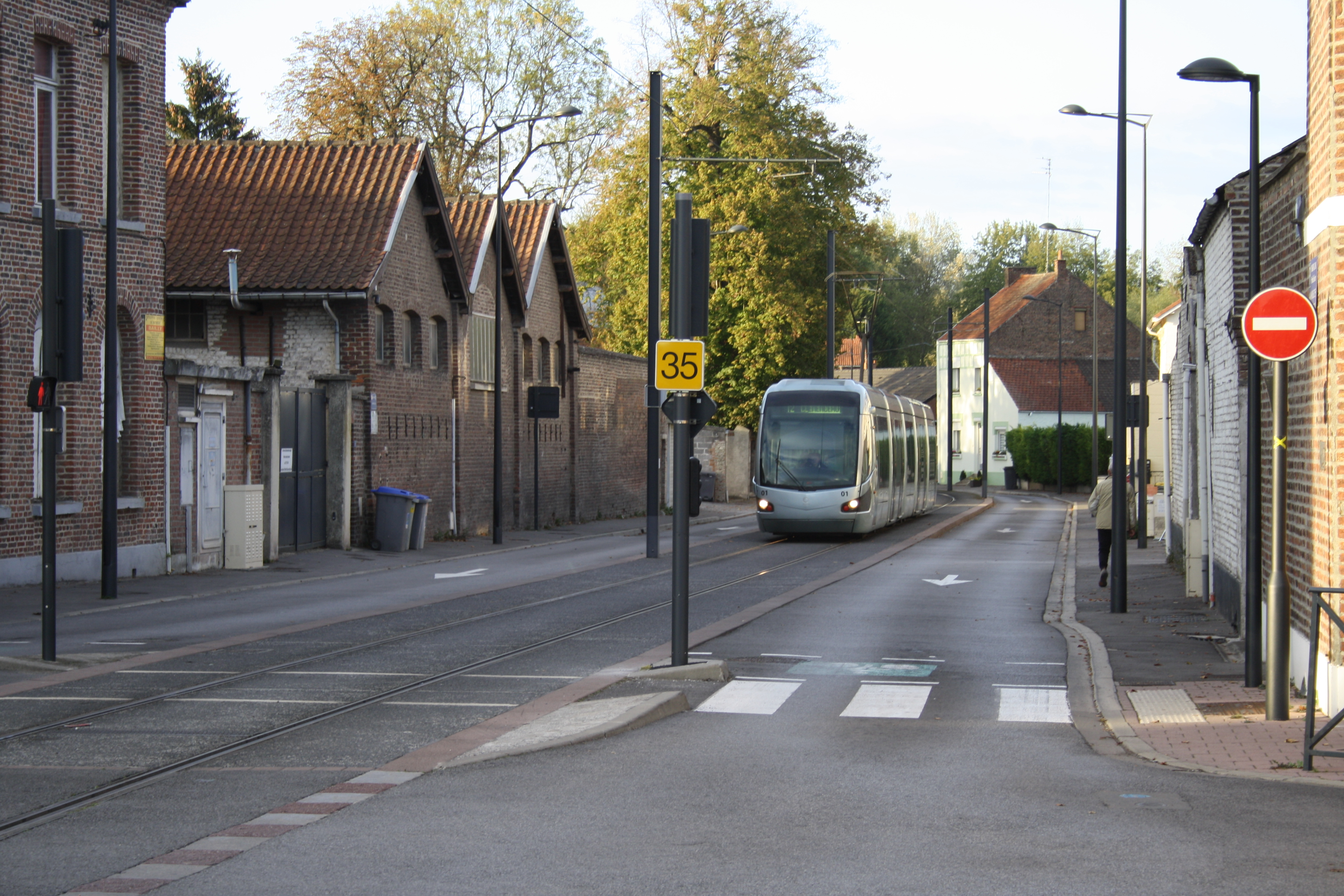
Eingleisiger Abschnitt in Condé-sur-l’Escaut

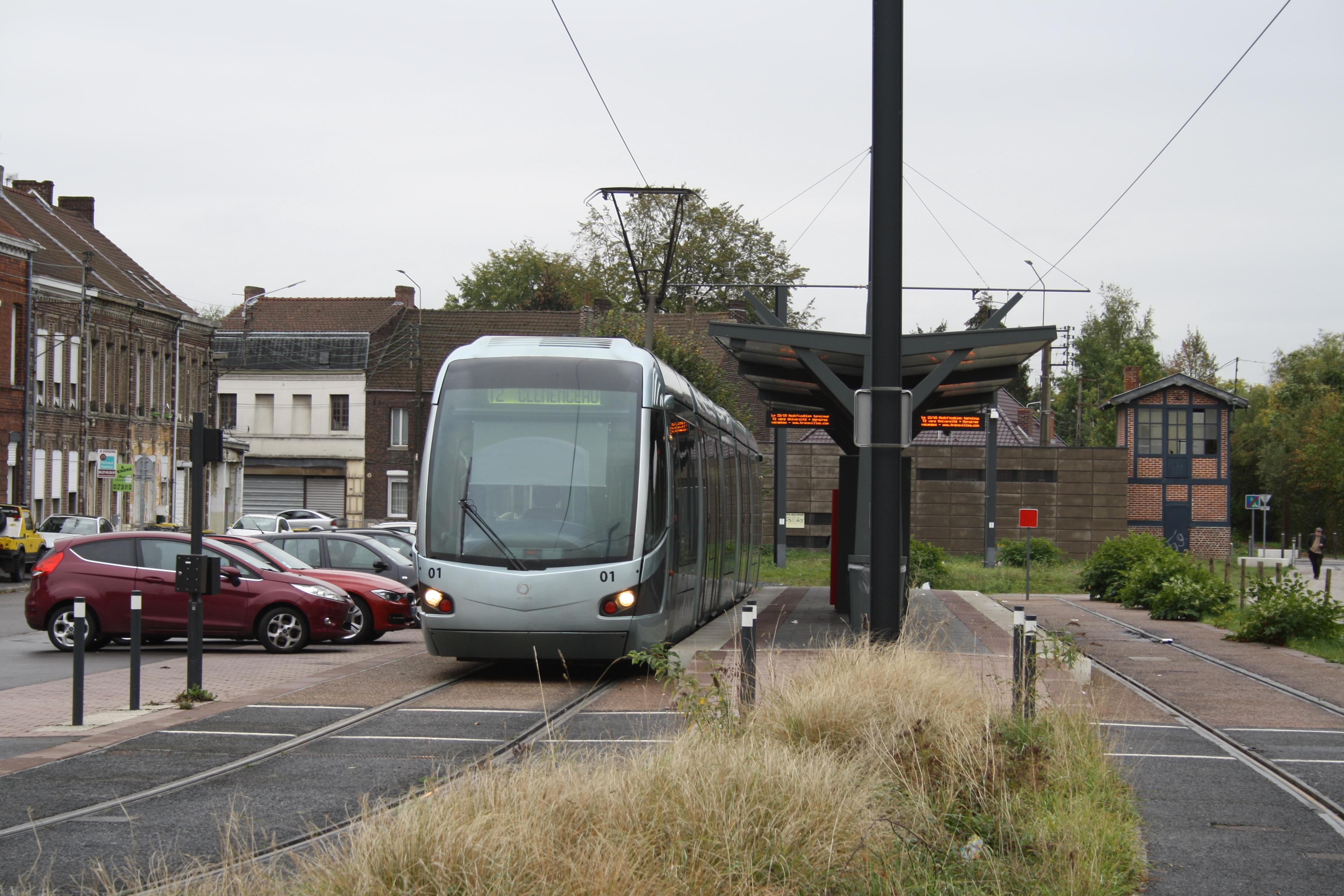
Endhaltestelle Le Boulon der Linie 2 in Vieux-Condé

Die Strecke der Linie C nach Vieux-Condé, die an der Kreuzung der Avenue Saint-Armand mit der Avenue de Condé in Valenciennes von der Strecke der T1 abzweigt, wird auch Straßenbahn des Pays de Condé genannt. Sie wurde überwiegend eingleisig mit Doppelspurinseln und Ausweichen an einigen Bahnhöfen ausgeführt, ist 13 Kilometer lang und durchquert sieben Gemeinden. Dabei werden 20 Haltestellen bedient. Die offizielle Inbetriebnahme fand am 13. Dezember 2013 statt, der Fahrgastbetrieb wurde jedoch erst am 24. Februar 2014 aufgenommen.
Der neuen Linie wurde, der Systematik von Veolia entsprechend, die Linienbezeichnung B zugeordnet, mittlerweile trägt sie die Bezeichnung T2. Wie die Linie T1 begann sie an deren südöstlichen Endstation Université und verdichtete bis zur Haltestelle Pont Jacob deren Takt. Die unterschiedlichen Grundtakte (T1 alle 10 Minuten, T2 alle 12 Minuten) führten jedoch zu einer ungünstigen Verteilung der Fahrten auf dem gemeinsamen Abschnitt. Seit dem 22. Oktober 2018 ist die Station Clemenceau in der Innenstadt Valenciennes deren südlicher Endpunkt, hinter dem die Züge der T2 auf einem Gleiswechsel wenden.

#### Entwicklung des Projekts
Die Beteiligung von Bürgern und Interessenten angesichts der Ausarbeitung der Planung begann Anfang 2007. Das vorgelegte Projekt bestand darin, eine eingleisige Straßenbahnverbindung von 13 bis 14 Kilometer Länge entlang der Départementsstraße D 935A zu verwirklichen, zu geschätzten Kosten von ungefähr 70 bis 90 Millionen Euro (nur für Trasse und Material, ohne Kosten für die Umgestaltung des Straßenraumes „von Fassade zu Fassade“). Allerdings konnte das Budget des Projekts nicht unter Dach und Fach gebracht werden, etwa zehn Millionen Euro wurden nicht aufgebracht. Im Jahr 2008 wurden die Kosten des Projekts auf 188 Millionen Euro geschätzt, die auch die Umgestaltung des Straßenraumes „von Fassade zu Fassade“ und die Renovierung der Eisenbahnbrücke Bleuse-Borne unter der Bauherrenschaft von RFF umfassten.
In den Jahren 2008/2009 zog das SITURV den Bau der Linie C als Oberleitungsbus auf Eigentrasse mit optischer Spurführung (mit 130 Fahrgästen pro Fahrzeug) unter dem Namen „Valway“ in Betracht. Die Kosten des Obusses sollten 120 bis 150 Millionen Euro für die Linien C und D betragen, das heißt, der Aufwand wäre im Vergleich zu einer klassischen Straßenbahn um 30 % gesenkt worden. Am 30. April 2009 kündigte der Staat an, im Hinblick auf eine Inbetriebnahme zu Beginn der Jahres 2011 das Projekt mit 25,3 Millionen Euro zu subventionieren. Wie für die Straßenbahnlösung wäre die geplante Eigentrasse mit einer Breite von vier Metern einspurig angelegt worden, die Begegnung der Fahrzeuge wäre an den Haltestellen erfolgt. Der folgende Zeitplan wurde damals aufgestellt:

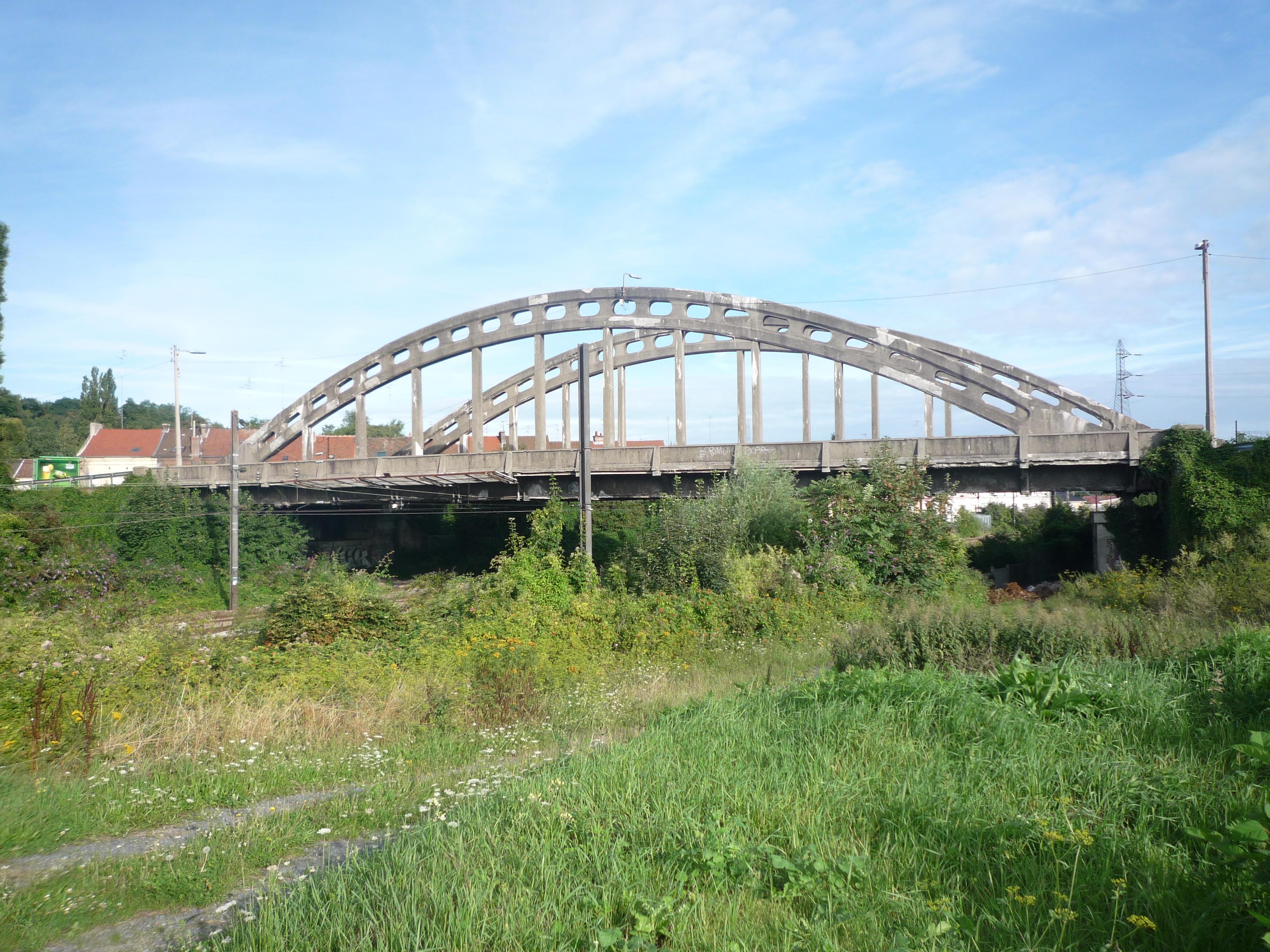
Die alte Bleuse-Borne-Brücke in Anzin

- Juni 2009: Annahme der endgültigen Entwurfsplanung
- November 2009: Feststellung des öffentlichen Nutzens
- Anfang 2010: Beginn der Arbeiten
- September 2011: Inbetriebnahme

Die Valway-Lösung wurde aufgegeben, und am 18. Januar 2010 kündigte der Präsident des SITURV, Francis Decourrière, die Rückkehr zur Straßenbahnlösung mit einer eingleisigen Strecke und Kreuzungsmöglichkeiten an den Haltestellen an. Dies machte den Bau einer neuen Brücke über die Eisenbahnanlagen am Bergwerk Fosse de la Bleuse Borne in Anzin erforderlich.

#### Liste der neuen Haltestellen

Trasse der Linie C

- Gemeinde Anzin
  - André Parent
  - Centre de Congrès
  - Les Terrils d’Anzin
  - Bleuse Borne

- Gemeinde Bruay-sur-l’Escaut
  - Pont de Bruay
  - Ruelles
  - Bruay Place
  - Fruitier
  - Les Hauts Champs
  - Thiers

- Gemeinde Escautpont
  - Brunehaut
  - Salle Polyvalente
  - Escautpont Place

- Gemeinde Fresnes-sur-Escaut
  - Fresnes Mairie
  - Carnot

- Gemeinde Condé-sur-l’Escaut
  - Condé Hôtel de ville
  - Tourniquet
  - Hameau de Macou
  - Lycée du Pays de Condé

- Gemeinde Vieux-Condé
  - Le Boulon

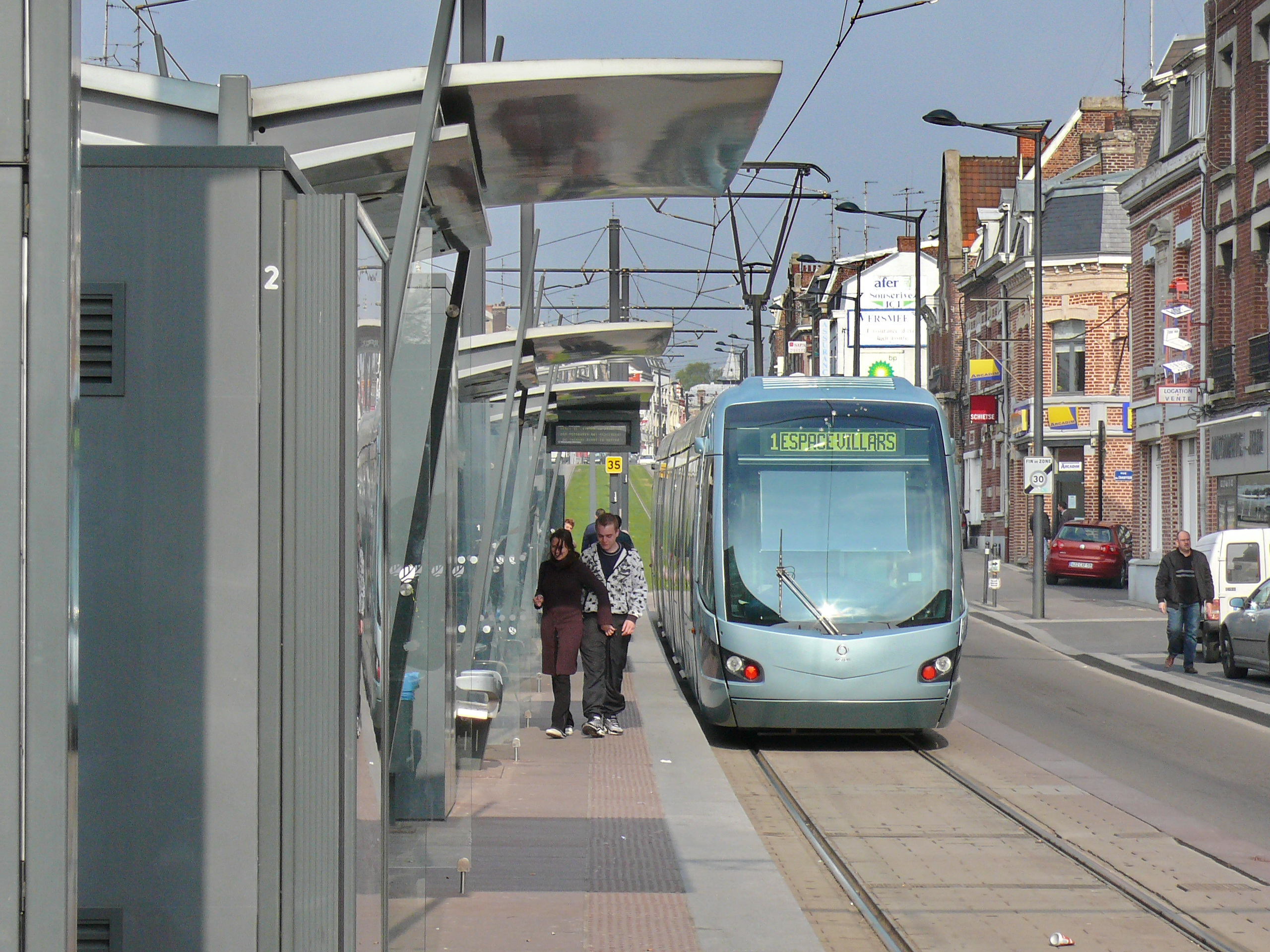
Haltestelle Pont Jacob mit Mittelbahnsteig, letzte Station vor der Ausfädelung der Linie 2 aus der Stammstrecke
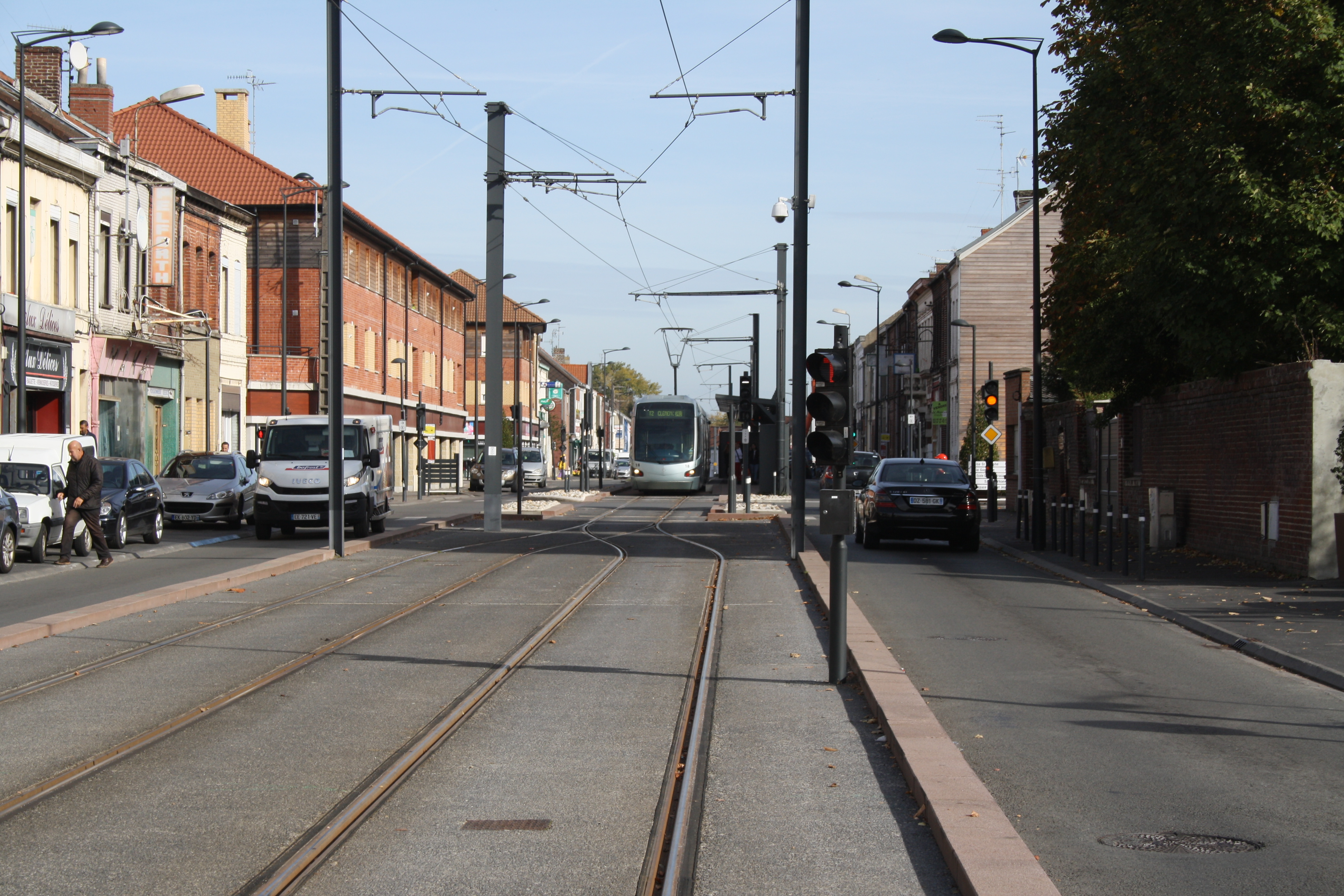
Die eingleisige Station Thiers liegt am nördlichen Ende einer Doppelspurinsel
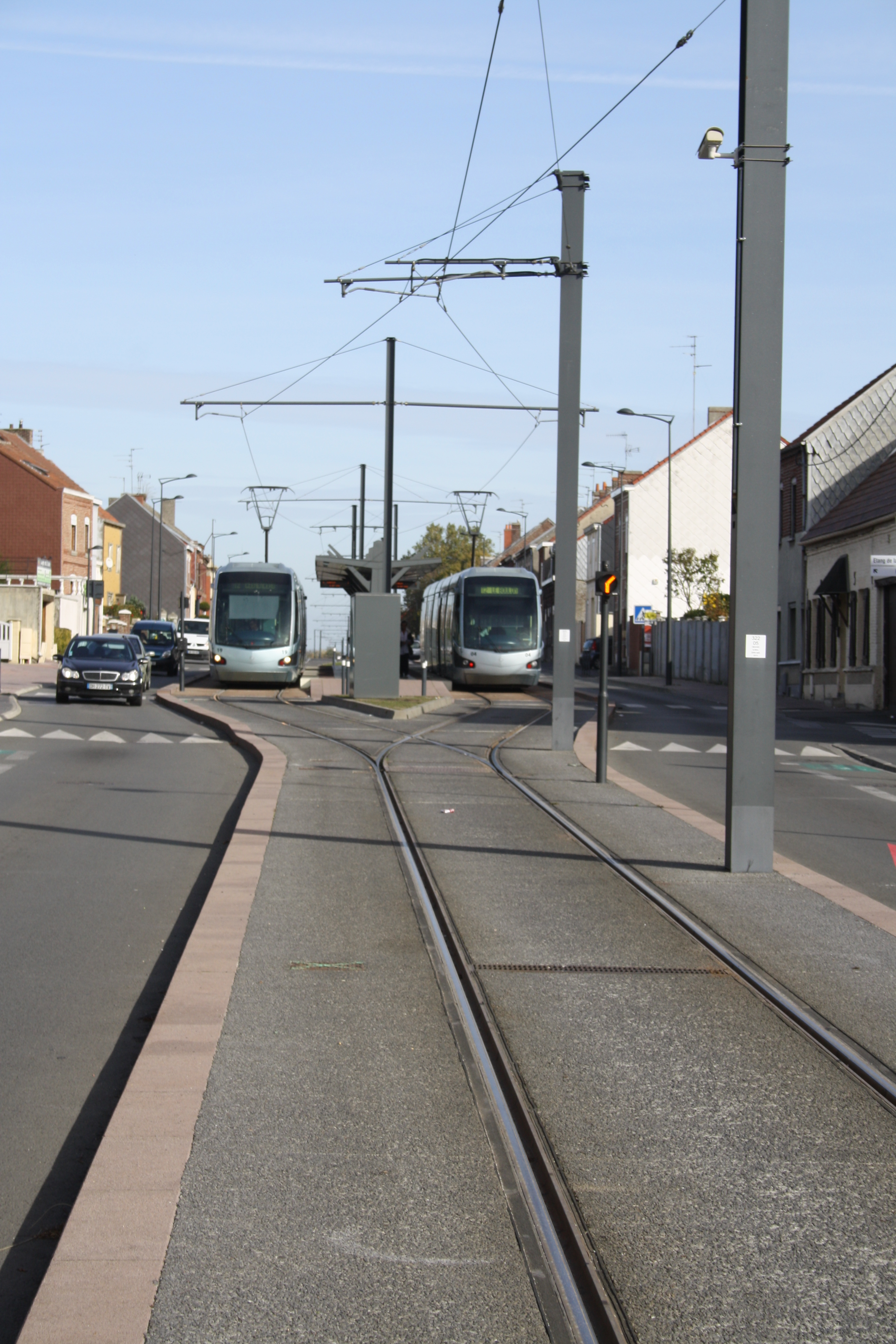
Station Les Hauts Champs in eingleisigem Abschnitt: Mittelbahnsteig und Ausweichgleis
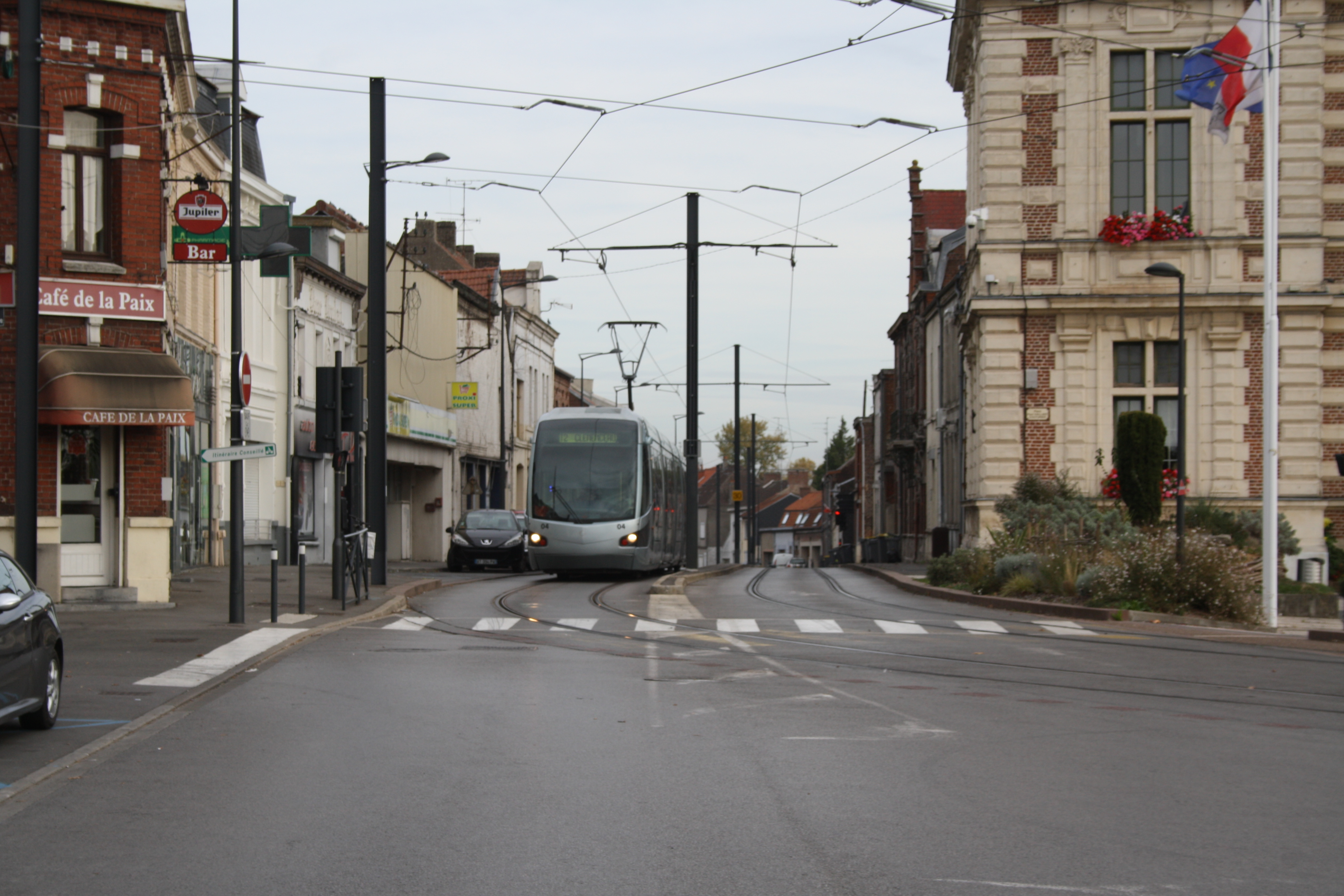
Doppelspurinsel in Fresnes-sur-Escaut
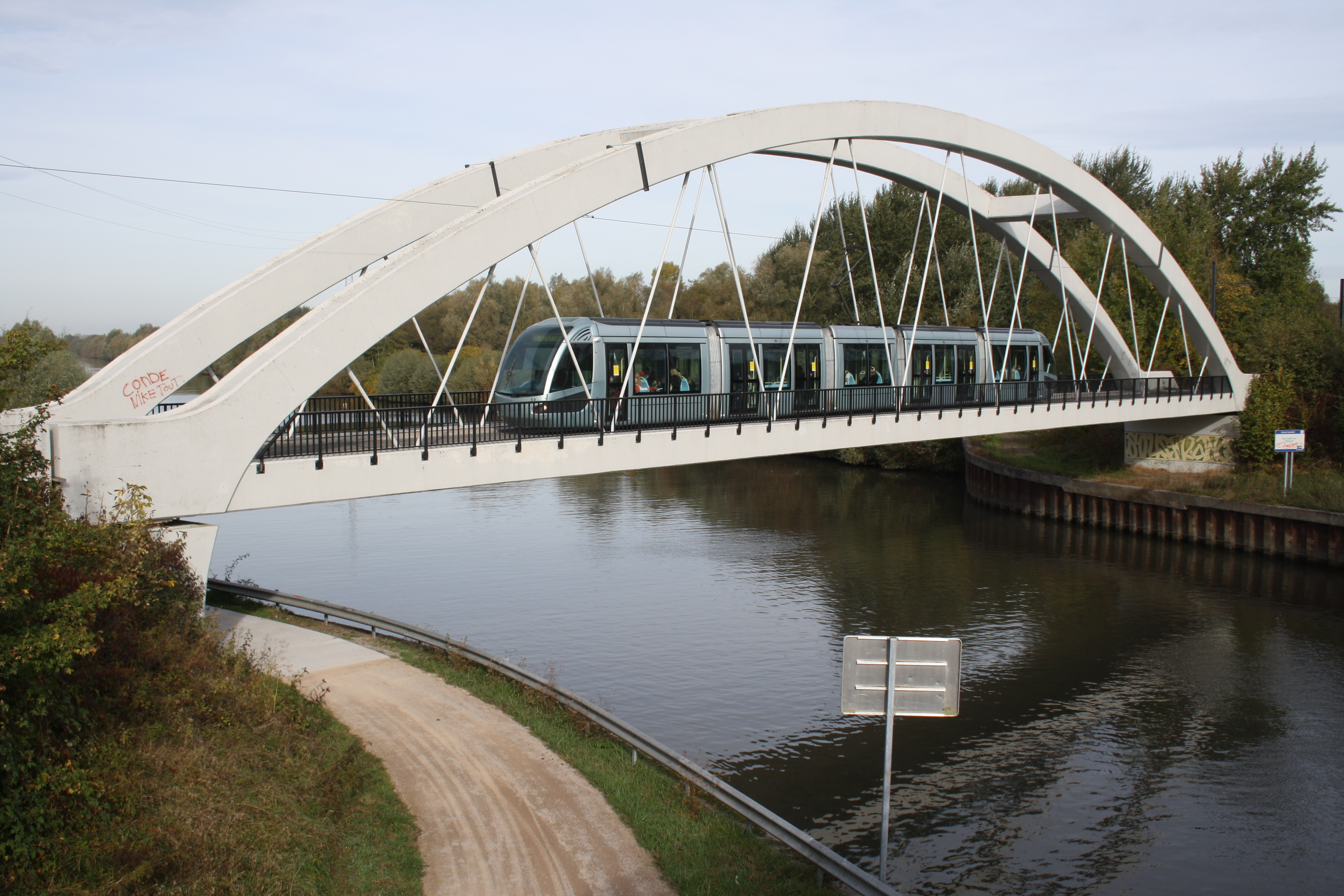
Über die Schelde (Escaut) wird bei Condé-sur-l’Escaut parallel zur Straße eine ehemalige Eisenbahnbrücke genutzt

### 4. Bauabschnitt

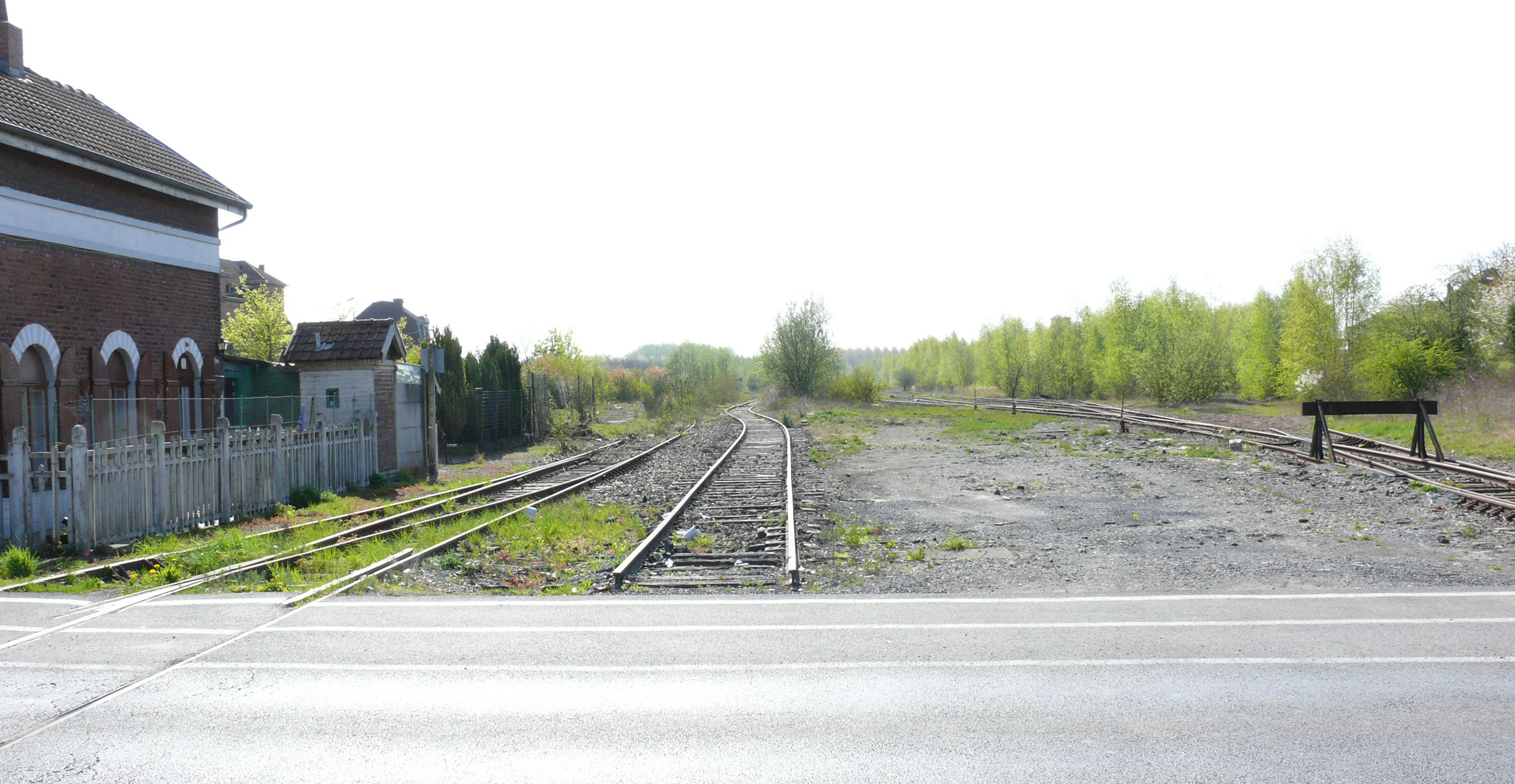
Die Strecke D würde einen Teil der Trasse der Eisenbahnlinie von Douai nach Blanc-Misseron – hier in Frankreich in Quiévrechain, kurz vor der belgischen Grenze – bis zum Bahnhof Crespin wieder nutzen

Die Verlängerung der zweiten Linie der Straßenbahn von Valenciennes nach Crespin, geplant als Alternative zur Wiedereröffnung der Eisenbahnstrecke von Douai nach Blanc-Misseron (in Belgien als Linie 97 bezeichnet), soll erst später gebaut werden. Zu Beginn der Planungen sollte sie Quiévrain erreichen, aber die Bestrebungen, eine grenzüberschreitende Straßenbahn zu errichten, wurden aufgegeben.
Mit einer Länge von 12,5 Kilometern soll diese Verbindung, ausgehend von einem Abzweig von der Stammstrecke an der Place du Marché aux Herbes auf einer noch zu definierenden Strecke bis zur Place Poterne, Valenciennes durchqueren. Danach soll sie weitgehend eingleisig durch Saint-Saulve, Onnaing, Quarouble und Quiévrechain nach Crespin führen. Sie soll zum größten Teil der ehemaligen Nationalstraße 30 bis zum Ortseingang von Onnaing folgen, dann abzweigen, um auf der Trasse der alten internationalen Eisenbahnstrecke Valenciennes–Mons den Bahnhof von Crespin zu erreichen.
Bei Inbetriebnahme dieser Verlängerung sollten die Strecken C und D in einer einzigen Linie T2 von Vieux-Condé über Valenciennes nach Crespin zusammengefasst werden, die in Valenciennes einen gemeinsamen Streckenabschnitt mit der Linie T1 aufwiese. Inzwischen ist der Verzicht auf den Bau der Strecke nach Crespin und der Ersatz durch eine Bustrasse im Gespräch.

### Bau der Linien C und D (alias Linie 2)
Anfang Juli 2011 erfolgte für die Phase III die Feststellung des öffentlichen Nutzens. Das SITURV verwendet die Bezeichnungen Linie C und D nicht, man spricht einfach von der Linie 2, die andererseits immer in die Phasen III und IV unterteilt wird. Der Bau der Phase III begann mit den Straßenbauarbeiten und den Arbeiten an der Eigentrasse mit einem symbolischen Akt: der Verlegung der ersten Schiene in Condé-sur-l'Escaut am 16. September 2011.
Die Kosten der Phase III betrugen 103 Millionen, jene der Phase IV 52 Millionen Euro, damit werden die Gesamtkosten der Linie 2 auf 155 Millionen Euro geschätzt. Der Staat beteiligte sich durch folgende Zuschüsse an den Baukosten: 25,3 Millionen Euro von der Finanzierungsagentur für Verkehrsinfrastruktur und 21 Millionen Euro im Rahmen des Vertrags Staat-Region.

## Planungen
Abhängig von der demographischen und wirtschaftlichen Lage der Region und den denkbaren Entwicklungshypothesen können folgende Erweiterungen des Straßenbahnnetzes in Betracht gezogen werden:
- Verlängerung von Valenciennes nach Marly (Rathaus) in Richtung Saultain (Les Dix Muids). Diese Verlängerung könnte durch die Avenue Henri Barbusse oder die Avenue Jean Jaurès geführt werden.
- Verlängerung von Denain nach Douchy-les-Mines: die Endstelle Espace Villars der Linie T1 in Denain weist bereits in Richtung der Gemeinde Douchy-les-Mines.
- Verlängerung von Anzin nach Raismes: diese Verlängerung wäre durch die Avenue Anatole-France bis zur Place de Raismes möglich.
- Verlängerung von Crespin nach Quiévrain: diese Verlängerung würde der alten Eisenbahntrasse folgen.

## Fahrzeugpark

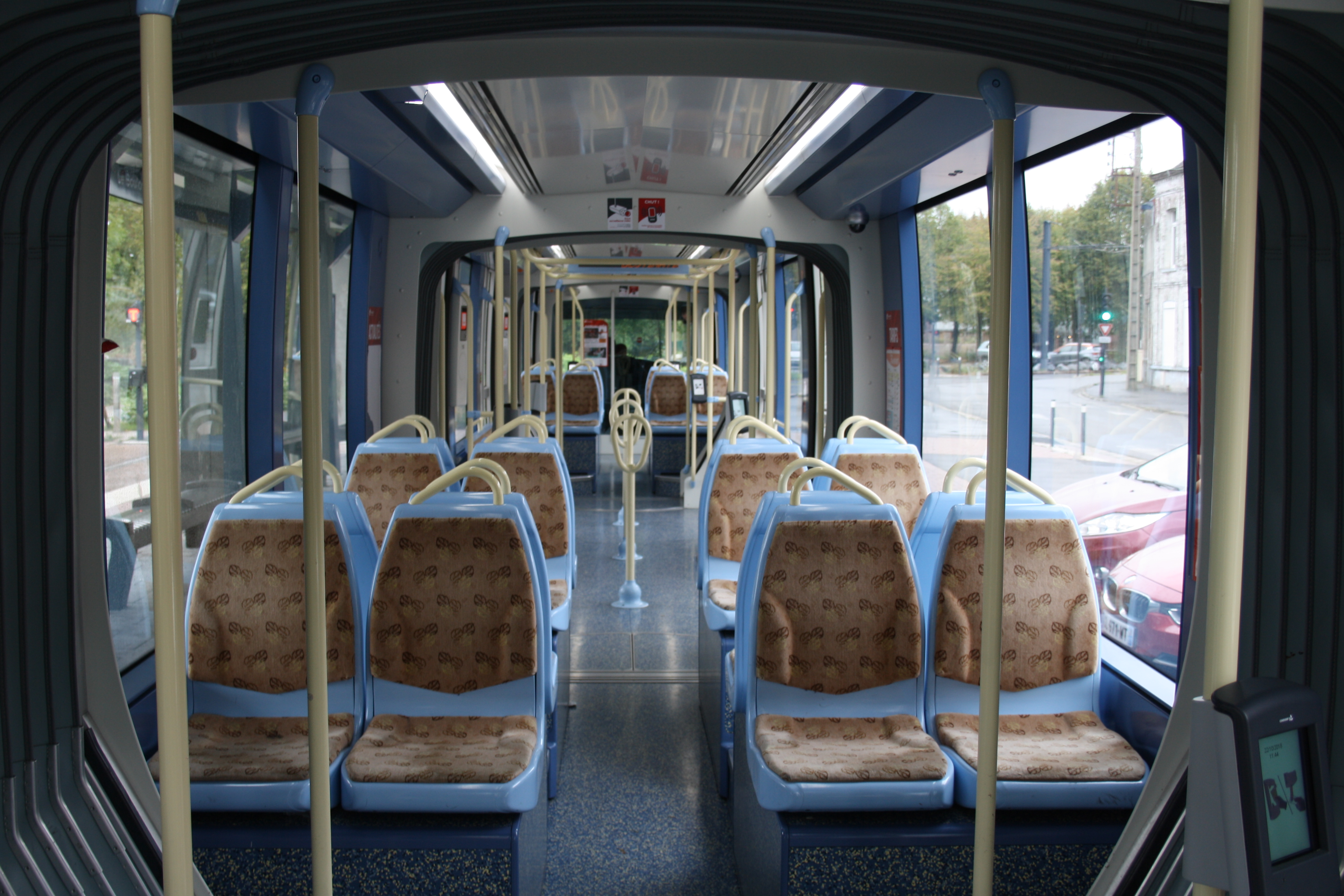
Innenausstattung der Bahnen

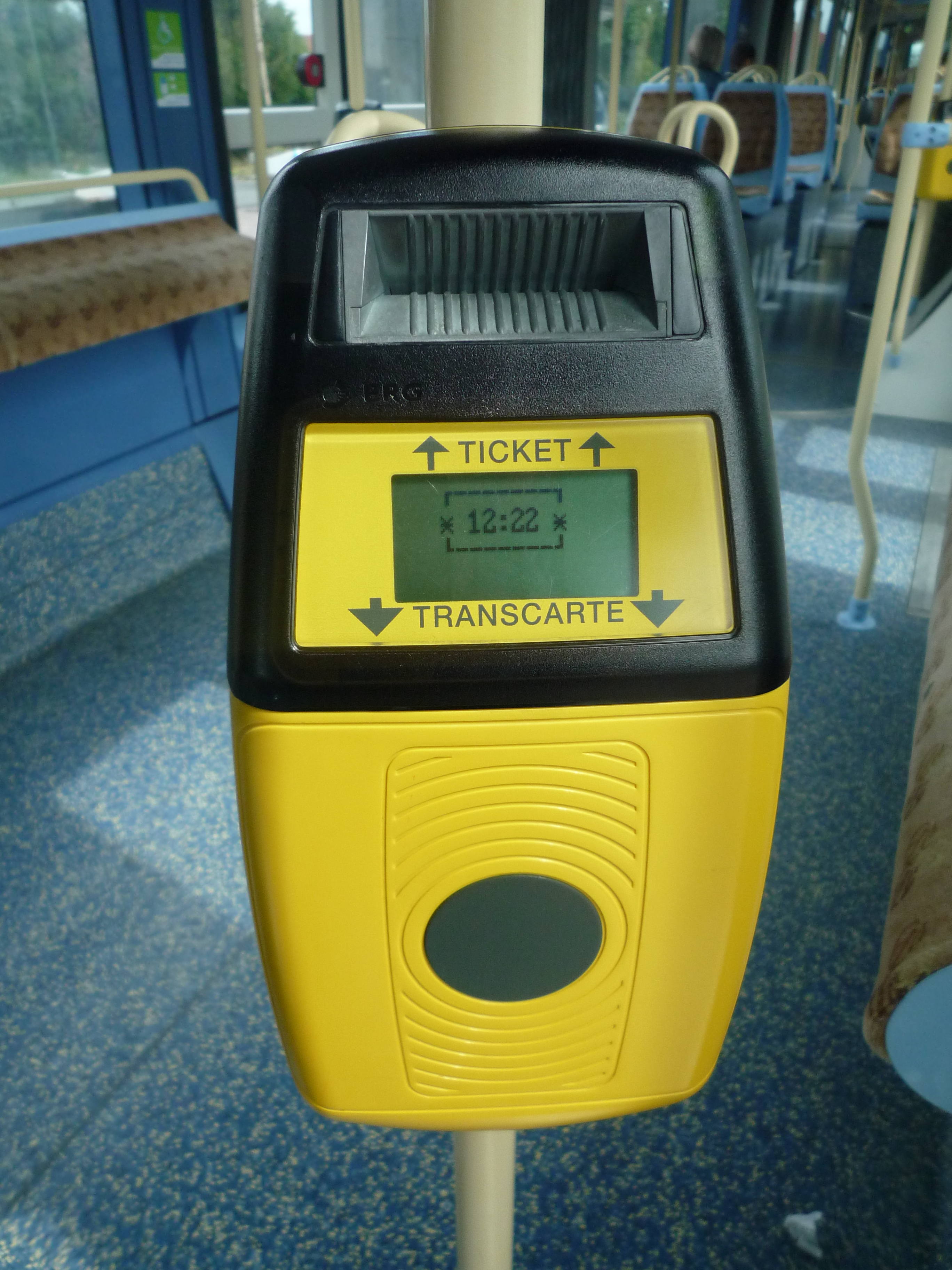
Fahrkartenentwerter in einem Wagen

Für die Straßenbahn Valenciennes wurden 21 Triebwagen des Typs Alstom Citadis der Bauart 302 erworben. Sie bestehen aus fünf Wagenkästen, die auf drei Laufgestellen ruhen, und sind in ihrer Basisversion 33 Meter lang. Die Wagenbreite beträgt 2,40 Meter. Die Laufgestelle der Endwagenkästen sind angetrieben.
Der Boden ist auf der ganzen Länge des Wagens niederflurig, lediglich im Bereich der Räder ist er unter den Sitzen erhöht. Die „Arpège“-Laufgestelle besitzen gekröpfte Achsen mit Losrädern, um den Durchgang des Niederflurbodens zwischen den Rädern zu vereinfachen. Die Fahrmotoren liegen auf der Außenseite der Laufräder. Diese Laufgestelle haben einen geringen Federweg (ungefähr 11 Zentimeter), was den Platzbedarf der Räder im Wagenkasten begrenzt.
Die Stromversorgung mit 750 Volt Gleichspannung erfolgt über einen Einholmstromabnehmer in Höhe der Fahrzeugmitte. Die Triebwagen benutzen das ONIX-Antriebssystem von Alstom, der Gleichstrom aus der Fahrleitung wird durch IGBT-Wechselrichter in Dreiphasenwechselstrom mit veränderlicher Frequenz für die Fahrmotoren umgeformt. Die gesamte elektrische Ausrüstung befindet sich auf dem Dach der Fahrzeuge. Dieser Aufbau ermöglicht einen niedrigen Fahrzeugboden und gewährleistet eine gute Kühlung der Komponenten des Traktionssystems.
Jeder Triebwagen kann bis zu 295 Personen befördern, es gibt 48 Sitzplätze. Das SITURV beauftragte das Büro And Partenaires mit der Gestaltung der Kopfform und des Wageninnenraumes. Die Auswahl des Außenanstrichs und der Farbgestaltung im Inneren wurden in Anlehnung an die Architektur und das Klima von Valenciennes getroffen.
Die Fahrzeuge werden in einem Betriebshof von 14.500 Quadratmetern Fläche unterhalten, der sich in der Nähe der Haltestelle Saint-Waast befindet. Er besitzt zehn Abstell- und sieben Wartungsgleise und wurde vom Architekten Jacques Ferrier und dem Büro SETEC geplant. Dort befindet sich auch die Leitstelle des Straßenbahnbetriebs. Die Instandhaltung der Wagen wird vom Hersteller Alstom wahrgenommen.

## Betrieb
Nachdem Veolia für fast 40 Millionen Euro jährlich von 2011 bis 2014 den Betrieb des Straßenbahnnetzes von Transvilles übernommen hatte, wurde ab dem 1. Januar 2015 der ÖPNV in Valenciennes von der Gesellschaft RATP Dev betrieben. Mitbewerber bei der Ausschreibung waren Keolis und Vectalia, letzterer ist beim ÖPNV von Barcelona tätig. Der neue Vertrag lief ursprünglich über sieben Jahre, wurde dann um ein Jahr verlängert. Im Zusammenhang mit der Übernahme wurde die Linie A in T1 und die Linie B in T2 umbenannt, außerdem wurde das Verkehrsangebot gekürzt und auch das Tarifgefüge verändert. Die Dienste der RATP wurden mit 35 Millionen Euro pro Jahr vergütet, hinzu kamen 15 Millionen Euro aus dem Fahrkartenverkauf. Waren die Einnahmen höher als dieser Betrag, so wurde der Überschuss zu gleichen Teilen zwischen RATP und Auftraggeber aufgeteilt.
Bei der Neuausschreibung kam die RATP Dev nicht mehr zum Zuge, stattdessen gewann Keolis den neuen Verkehrsvertrag und betreibt nunmehr seit 1. Januar 2023 mit ihrer Tochtergesellschaft Keolis Hainaut Valenciennois den Straßenbahnverkehr und den Betrieb des Omnibusnetzes.